# Abadía de San Víctor (Marsella)

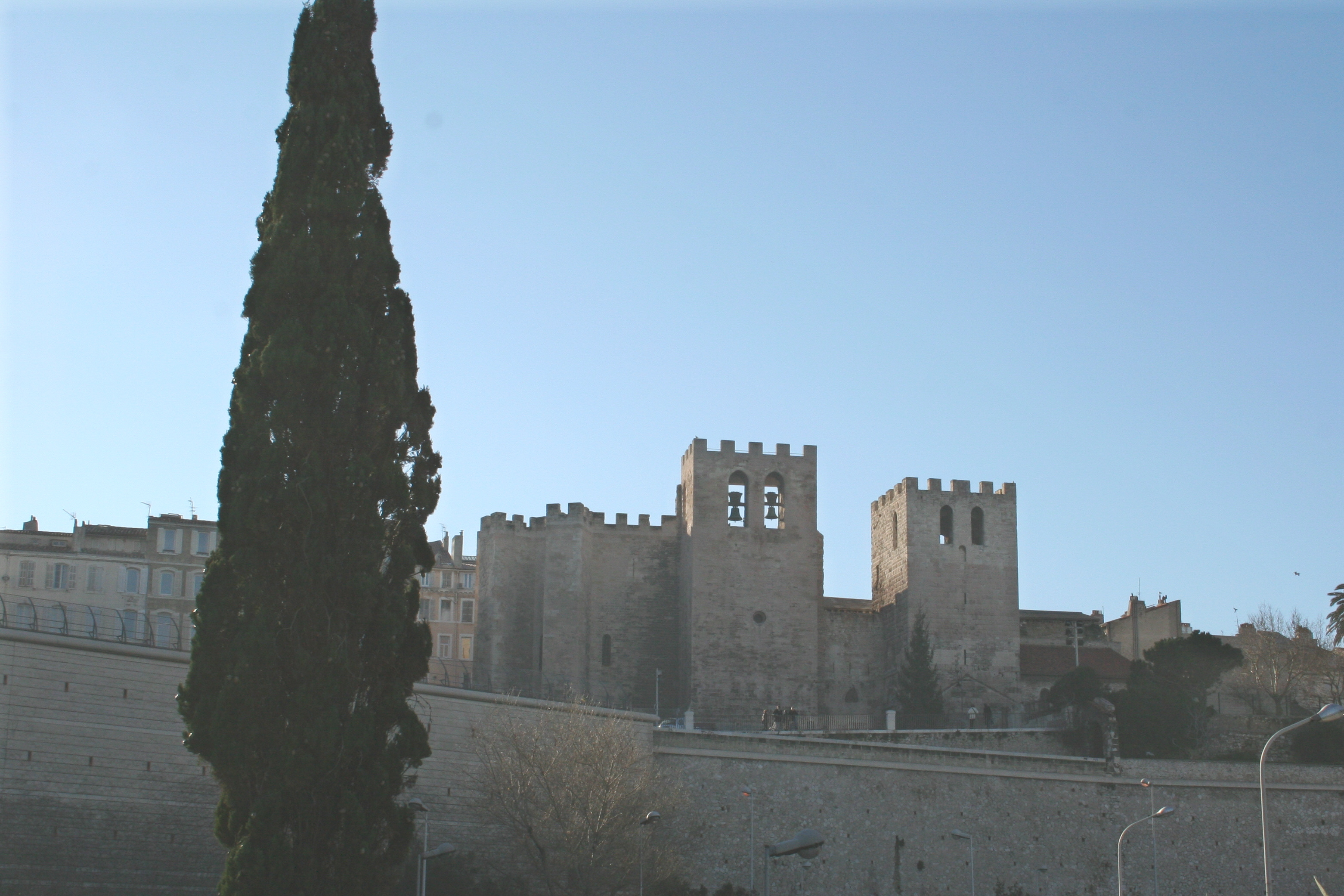
Vista general de la abadía de San Víctor. Fachada norte, de los siglos y sobre el Puerto Viejo de Marsella.

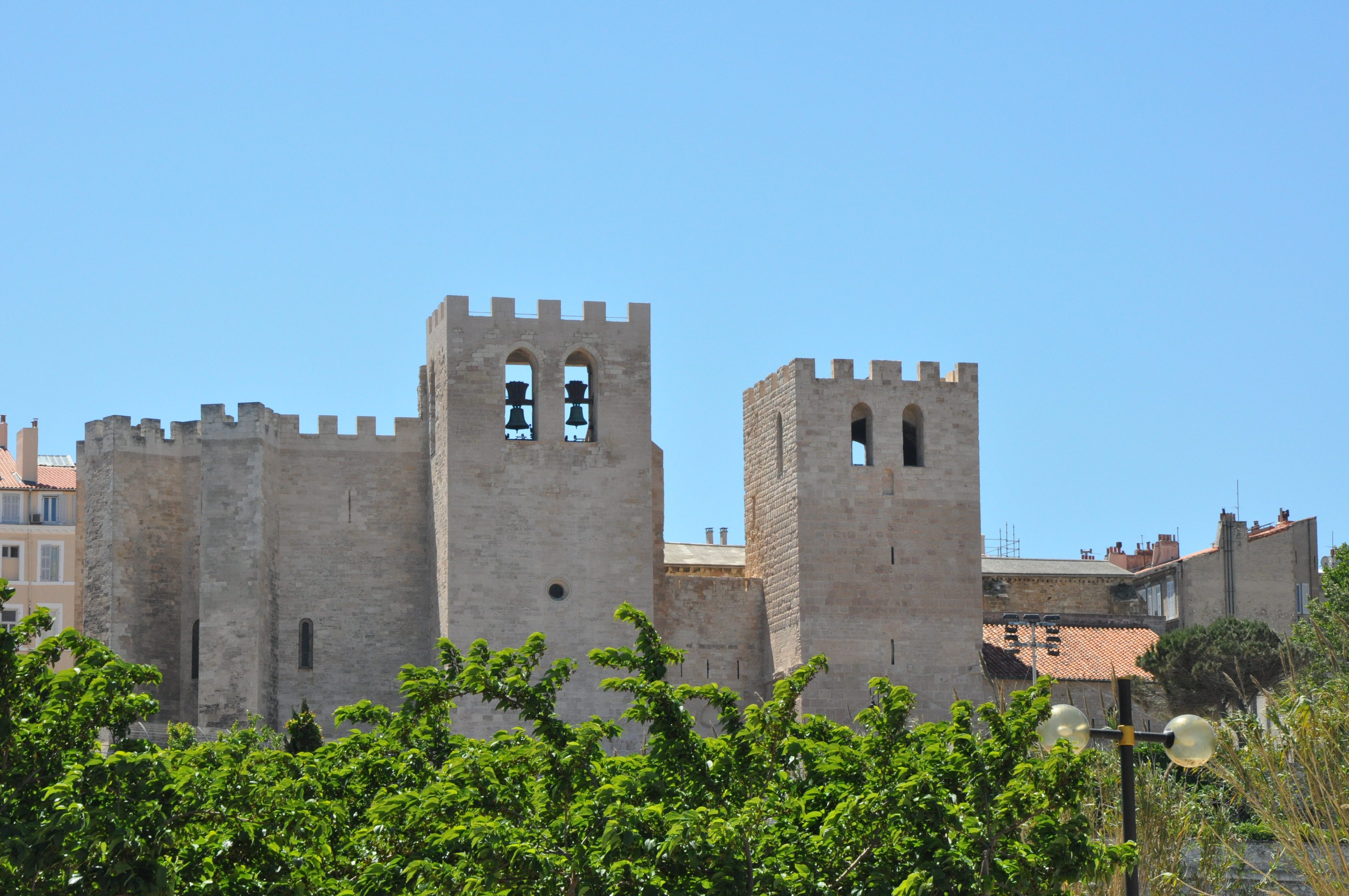

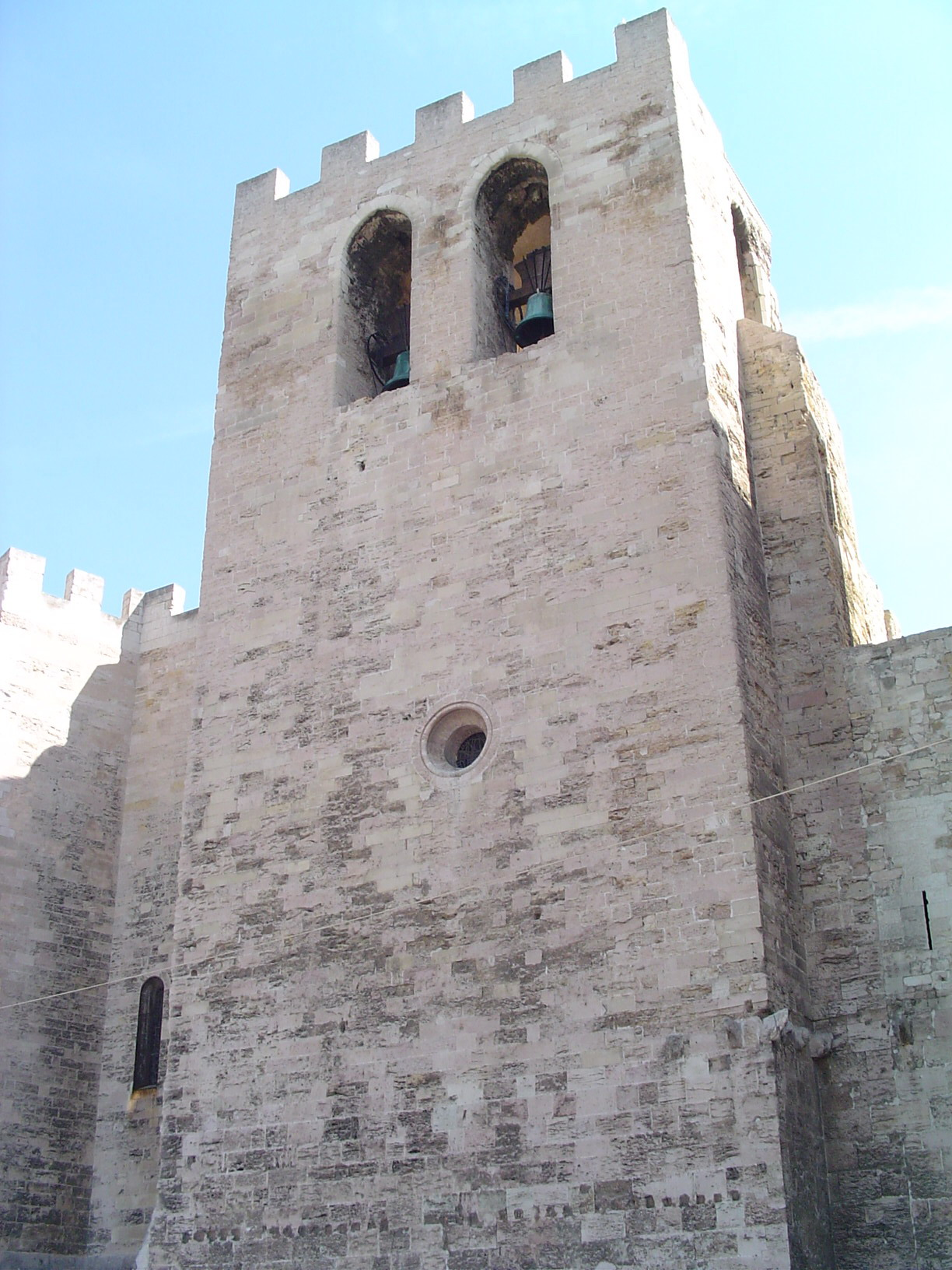
Torre fortificada.

La Abadía de San Víctor de Marsella (del francés: Abbaye de Saint-Victor de Marseille) fue una abadía francesa fundada en el siglo V por Saint Jean-Cassien. Se edificó cerca de las tumbas de los mártires de Marsella entre los que se encontraba San Víctor de Marsella (303 o 304) que le dio nombre a la abadía. Desde hace más de 1700 años es uno de los lugares más importantes del catolicismo situado en el sur de Francia y aunque el monasterio se disolvió durante la Revolución francesa, la iglesia aún se utiliza.
La abadía tomó importancia considerable alrededor del milenio a través de su influencia en toda la Provenza. Uno de los abades, Guillaume de Grimoard, fue elegido papa en 1362 bajo el nombre de Urbano V. A partir del siglo XV, la abadía empezó un declive irreversible.
En 1968, el alcalde de Marsella, Gaston Defferre, hizo emplazar en las criptas de la abadía la rica colección de sarcófagos del siglo IV hasta principios del siglo V que contenía la iglesia. Estos sarcófagos fueron previamente expuestos en el museo del castillo Borély. Esta transferencia hizo de la abadía de San Víctor el museo de arte del primer milenio cristiano más importante de Provenza después del de Arlés.

## Historia de la abadía

### Necrópolis griega y romana
La iglesia abacial fue construida en el sitio de una antigua cantera utilizada en el período helenístico. La galería abierta fue utilizada por su gran profundidad para los cimientos de la actual capilla de San Andrés, ubicada en la cripta de la abadía realizada, bajo la torre de Isarn, donde se encuentra la entrada actual. Este emplazamiento se utiliza en la época griega y romana como lugar de sepulturas en un área lo suficientemente grande como para convertirse en el tercer lugar de enterramiento de la ciudad en el lado sur de Puerto Viejo.El nombre de la calle Sainte conserva el recuerdo de ese lugar. Varios sitios han sido descubiertos no sólo en y alrededor de la abadía, sino también en sus proximidades, donde las tumbas fueron encontradas en la ejecución del plan de aguas y de la estación del túnel Prado-Carénage.

### Primeros asentamientos cristianos

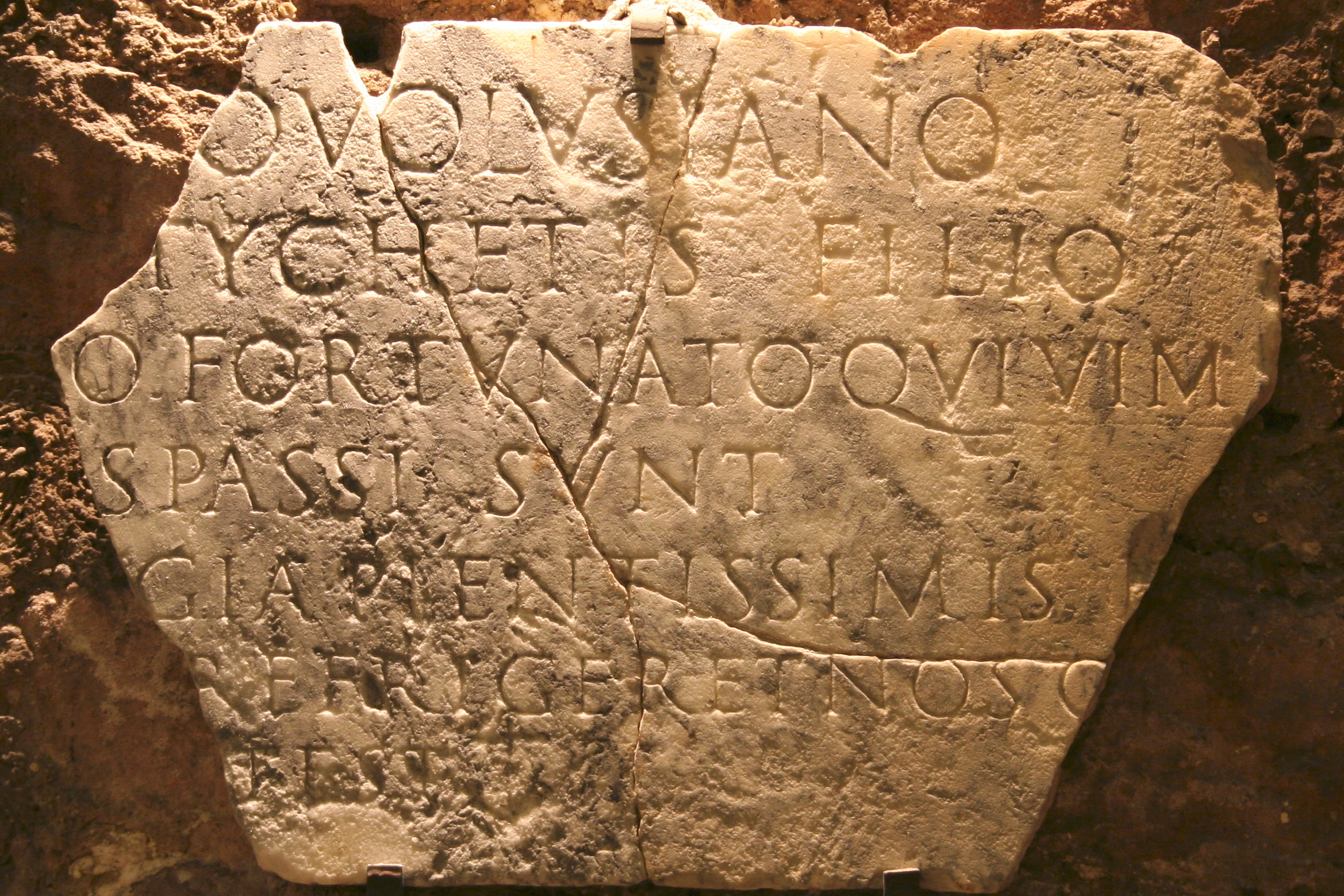
Epitafio de Volusiano y Fortunato.

En este lugar, ocupado por la gran necrópolis, se estableció una fundación paleocristiana para recibir los cuerpos de los mártires.
A partir de Gregorio de Tours, los inicios de la misión cristiana en la Galia se remontan a la mitad del siglo III. El trabajo más reciente de los historiadores confirma la presencia de los cristianos a partir del siglo IV en Marsella, y considera las citaciones que hacen otros historiadores sobre la llegada de María Magdalena, de Lázaro o los mártires en el primer y segundo siglo, como posibles leyendas.
El depósito lapidario que ocupa la antigua sacristía de la cripta de Saint-Victor tiene una losa de mármol encontrada en 1839, sobre la que hay una famosa inscripción, incompleta en ambos lados. Éste ha sido un tema de controversia durante muchos años, ya que puede, según la interpretación, demostrar la antigüedad del martirologio marsellés.
Dos hipótesis han sido consideradas para la restitución del texto que falta. Para algunos, sería una inscripción que recuerda el martirio cristiano de Volusiano y Fortunato que perecieron por el fuego durante la persecución de Decio a mediados del siglo III. El símbolo del ancla encontrado fue uno de los adoptados por los cristianos, y el idioma utilizado no permiten ninguna duda. Para otros historiadores más recientes, sería simplemente una inscripción que conmemora la memoria de dos marineros víctimas de un naufragio.
En el cementerio paleocristiano podría haber sido enterrado San Víctor. Este personaje, tan famoso como mal conocido, era un oficial cristiano que falleció alrededor del 290 por orden del emperador Maximiano. Algunos proponen la fecha de su martirio el 21 de julio del 303 o 304.

### Primeras construcciones delsigloV
La iglesia fue estructurada a principios del siglo IV como lo demuestra la presencia de un obispo de Marsella, Oresius, en el Concilio de Arlés del 314. Uno de sus sucesores, Próculo (380-430) construyó un edificio constituido por la actual capilla de Nuestra Señora de la Confesión y que se transformó en el siglo XI en cripta para la construcción de la iglesia abacial. El eje general de este edificio es de norte a sur, pues perpendicularmente está en orientación este-oeste de la iglesia superior actual. Michel Fixot ha propuesto una restitución de este monumento cristiano primitivo. Próculo quiso afirmar el papel de liderazgo de Marsella sobre Arlés, principal plaza religiosa en la comuna de Vienne del Ducado de Borgoña. Esta rivalidad religiosa y política entre Marsella y Arlés marcó la historia de San Víctor en la integración de la Provenza, en el reino de Francia durante el siglo XV, a la muerte de el rey Renato.
Según la tradición, el monasterio fue fundado por Juan Casiano quien después de una larga estancia con los monjes anacoretas de Egipto, desembarcó en Marsella, el 416, conducido probablemente por Lázaro, obispo de Aix que se habrían encontrado el año anterior en Palestina en el concilio de Diospolis. Casiano se quedó en Marsella hasta su muerte, entre el 433 y 435. Consiguió discípulos y escribió obras importantes que sirvieron como norma de vida y de reflexión para los aspirantes al monacato. Como las Instructions cénobitiques ou les conférences des pères, sus obras tienen un reconocimiento muy alto y fueron recomendadas por San Benito a sus discípulos.
Si no fue el creador de los monasterios en Galia, (ya que Honorato de Arlés fundó, antes, la abadía de Lerins cerca del 410 o San Martín de Tours en el norte, la abadía de Saint-Martin Ligugé, cerca de Poitiers (361) o la abadía de Marmoutier, cerca de Tours en 372), es sin embargo la de San Víctor, la primera abadía fundada en zona urbana.
Habría fundado también dos monasterios en Marsella, uno para mujeres, la Abadía de Saint-Sauveur, que se encuentra al sur de la Plaza de Lenche, y otra para hombres al sur del viejo puerto, la Abadía San Víctor. Para algunos historiadores, se desconoce la ubicación exacta de estos monasterios. Estas instalaciones son posibles pero no están probadas, pero es cierta la construcción en San Víctor de un edificio de peregrinación.
Por estar en lugares urbanos y por su visibilidad, las obras se realizaron con rapidez y gran prestigio, contribuyendo a la reputación de la vida espiritual de Marsella en el siglo V. Las posiciones doctrinales, inspiradas en el semipelagianismo, han ayudado a crear una verdadera escuela de padres de Marsella y generar numerosos debates teológicos. La riqueza espiritual de la ciudad, el impacto de sus deliberaciones después de las discusiones planteadas por Casiano, traen las doctrinas de Salviano de Marsella; todo esto sucede en el corazón de una ciudad que sigue creciendo en el tiempo de los bárbaros a lo largo de todo el siglo VI.

### Decadencia y abandono desde elsigloVIIIhasta mediados delsigloX
Después de este período brillante, la Iglesia de Marsella entró en una etapa de turbulencia. Durante dos tercios del siglo VI, no se pueden citar nombres de ningún obispo. Después del obispo Pierre, nombrado a principios del siglo VII, no hay ningún nombre durante un siglo y medio. Esta es la prueba de un desorden generalizado que afectó a la Abadía de San Víctor.
Por otra parte, durante el siglo VII y hasta mediados del siglo X, el monasterio de San Víctor no tuvo vida propia y por tanto historia. El obispo de Marsella se estableció en San Víctor, y el abad ya no era necesario. La abadía ya no tenía bienes en propiedad y se fusionó a la iglesia episcopal de Marsella cuyos prelados la regentaron.
Con el siglo VIII, se entra en un período de movimiento; en el 736, Carlos Martel tomó la ciudad de Marsella, donde algunos francos se habían aliado con los sarracenos para salvar su autonomía. Durante la época carolingia, la abadía de San Víctor debió de tomar mejor rumbo. Si hubiera estado situada al norte del Loira, se habría convertido en un centro de humanismo, pero las regiones mediterráneas que durante tanto tiempo llevaron la antorcha de la cultura antigua, experimentaron un declive irreversible en ese momento.
En el año 838, una flota de sarracenos probablemente provenientes de España saquearon la ciudad y tomaron en cautividad sacerdotes y monjas. El monasterio de San Víctor fue destruido. En el 848, fueron los piratas griegos quienes devastaron la ciudad. Después de este período, sólo el pequeño castillo fortificado llamado Baboni situado en la plaza de la Tourette constituyó un abrigo eficaz. En el 923 los sarracenos, desembarcados en el macizo des Maures, no pudieron apoderarse de la ciudadela, pero de nuevo devastaron la abadía de San Víctor. El obispo de Marsella, dejó la ciudad para buscar refugio en Arlés.
Este largo periodo de destrucción y abandono de los monasterios terminó cuando Guillermo I de Provenza, conde de Provenza y Arlés, apodado el "Libertador" rechazó definitivamente a los sarracenos de La Garde-Freinet en el 972 y la paz retornó a la Provenza.
Desde al año 750 y hasta el año 960 San Víctor fue la residencia de los obispos de Marsella. Carlomagno hizo una donación (confirmada por Ludovico Pío y por su hijo Lotario I) a la abadía por medio de la cual obtenía el derecho sobre la sal y otras mercancías, así como los derechos de aduana y de anclaje de todos los navíos que llegaran al puerto de Marsella. Garantizada la pujanza de la Abadía por esta protección, Lotario asumió el control imperial de las regiones del Sur de Francia. Hacia finales del siglo IX – principios del siglo X, la potencia de la abadía benedictina de San Víctor de Marsella se vio gravemente mermada a causa de las incursiones bárbaras que la llevaron a la ruina. Honorato II, a cargo del episcopado de la ciudad en 948, pariente del primer vizconde de Marsella, reconstruyó la abadía y restableció la vida monástica. La fecha de la carta del obispo de Marsella Honorato, introduciendo la regla de San Benito en la abadía de San Víctor ha sido objeto de una larga controversia. Para el padre Paul Amargier, la fecha de referencia es el 31 de octubre de 977. Esta regla requiere el establecimiento de “libertas” sobre todos los niveles, tanto jurídicos como económicos; además, en 1005 antes de renunciar a su cargo y de transmitírselo a su sobrino Pons I, Honorato separó las mensas episcopales de las abaciales. Los monjes entonces eligieron a Guifred como abad, que anteriormente había sido responsable de la comunidad de la abadía de Psalmodie, en Gard.

### San Víctor, el poder provenzal

#### El apogeo del monasterio (1005-1150)
Esta instalación de benedictinos inauguró un periodo brillante para San Víctor, entraron hombres notables como los abades Guifred Wilfred (1005-1020) e Isarn (1020-1047). Este último está estrechamente relacionado con Odilon, abad de Cluny: «estos dos iluminados del mundo formaron un solo corazón, una sola alma».
La fuerte influencia de la abadía se debió también a los vínculos entre los abades de San Víctor con los vizcondes de Marsella y la aristocracia de la Provenza, que promovió el crecimiento de su poder temporal y de sus bienes patrimoniales. Durante este período, es cuando la abadía tuvo una profunda influencia espiritual y cultural dentro de una Provenza en plena reorganización política y religiosa, las posesiones territoriales de la abadía crecieron considerablemente: en la diócesis de Marsella, 440 iglesias y conventos dependientes de San Víctor, en los siglos XI y XII. La abadía contaba con dependencias en las arquidiócesis de Aix-en-Provence, Fréjus-Toulon, Riez, Gap, Embrun y Vaison-la-Romaine. La abadía de San Víctor tenía también áreas de las diócesis de Auvergne (Saint-Flour, Mende Rodez), del Languedoc (Nîmes, Béziers, Agde, Narbona, Albi, Toulouse) y hasta el Bigorre. Se obtiene la posesión en Cerdeña, (Cáller, Sácer) y España, (Barcelona y Toledo).
En Marsella, toda la parte sur del Puerto Viejo perteneció a los monjes, y en especial la zona sureste hasta la actual calle Beauvau, donde se encontraban las ricas salinas, que las conservaron hasta que Francisco I, en el año 1518 las anexó para agrandar el arsenal de galeras. Recibieron el privilegio del agua a partir de Saint-Menet hasta el mar, poco a poco ellos fueron creando a través de todo el vizcondado, sesenta prioratos, convirtiéndose en uno de los principales planificadores agrícolas de todo el sur de Provenza. Más de sesenta monjes y veinte novicios vivían en la abadía, San Víctor se convirtió en un gran centro espiritual y de formación.
La iglesia superior fue completamente reconstruida, y consagrada por el papa Benedicto IX el 15 de octubre de 1040, en un acto que ha sido objeto de numerosos estudios. Si bien este acto es literatura apócrifa, Paul Amargier llega a la conclusión de que los escribas, los autores de la falsificación, han utilizado el original, modificándolo para fortalecer el papel de San Víctor, a expensas de Arlés, acordando la concesión a la abadía del título «Secunda Roma»; la fecha de 1040 sigue siendo válida para la consagración.
Durante la segunda mitad del siglo XI, los abades de San Víctor fueron Pierre (1047-1060), Durand (1060-1065), Bernard de Millau (1065-1079) y Richard Millau (1079-1106). Este último ya fue cardenal designado por el papa para suceder a su hermano Bernard, constituyéndose en uno de los más activos de la reforma gregoriana y uno de los mejores auxiliares de los papas Gregorio VII y Urbano II.
San Víctor se benefició de una ventaja excepcional al ser relevada directamente por la Santa Sede y no por el obispo a través de una bula del papa León IX. Esta exención de la jurisdicción del obispo fue confirmada por los papas siguientes, dando un mandato a la abadía para reformar muchos monasterios antiguos. Cardenal en su elección del 1079, Richard de Millau, se convierte en legado del papa Gregorio VII y es nombrado arzobispo de Narbona, aunque seguirá dirigiendo a la comunidad. Los abades de San Víctor se convirtieron en el siglo XI en los hombres más poderosos de la región. En 1073, fue Raymond, un monje de la abadía, quien fue nombrado obispo de Marsella.
De hecho, a pesar de que la bula de León IX fue redactada con cierta vaguedad en cuanto al compromiso de los abades, Bernard y Richard de Millau al servicio del papa Gregorio VII fueron los que realmente marcaron la liberación de San Víctor vis-à-vis de las estructuras políticas y eclesiásticas locales y su conexión directa a Roma La realización del gran cartulario de San Víctor en 1070-1080 sirve para conmemorar la culminación del proceso por el cual la abadía rompió toda relación formal con el obispo de Marsella y la familia de vizcondes, y se erigió en soberanía monástica directamente sumisa al papa. Sin embargo, a la muerte de Gregorio VII, los monasterios reformados por San Víctor recuperaron su independencia.

#### Crisis de mediados delsigloXIIa mediados delsigloXIII
Desde mediados del siglo XII, las dificultades surgieron cuando la Provenza se convirtió en un reto entre los condes de Toulouse y los reyes de Aragón. Los ingresos de las iglesias y conventos fueron empeorando. La abadía debió recurrir a préstamos y se encontró en el último cuarto del siglo XII con grandes deudas. Alrededor de 1182, el papa Lucio III permitió las enajenaciones de la propiedad. El monasterio se vio obligado a pedir fondos económicos a los prestamistas judíos que serían indemnizados por el obispo de Frejus.
Otra dificultad surgió con la reivindicación de un poder económico y político por parte de la burguesía, con la formación que creó en 1188 la Cofradía del Espíritu Santo. Poco a poco se involucró en los juegos de poder antiguamente reservados para el abad, el obispo y el vizconde.
Con fecha 25 de junio de 1188, una bula pontificia prescribe una mejor administración, pero la situación sigue deteriorándose y se debilita la disciplina: la ausencia de vida en común, un voto de pobreza que no se observa y la biblioteca saqueada.

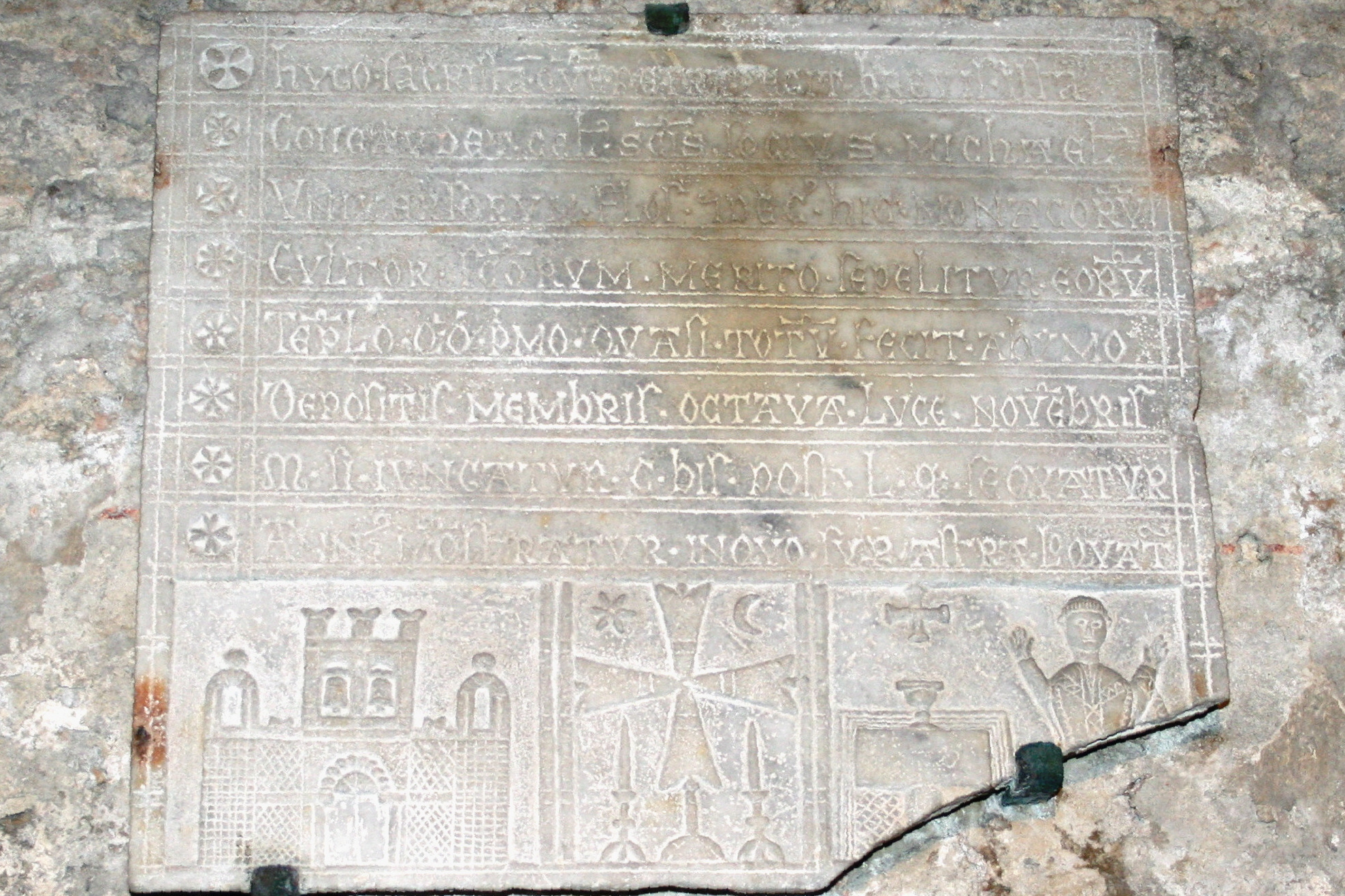
Epitafio de Hugo de Glazinis.

Los papas Celestino III e Inocencio III intentaron restaurar la disciplina en la abadía. De hecho, las preocupaciones materiales superaban al celo religioso, los diferentes abades reclamaron sus derechos precisando que necesitan dinero para la construcción de los edificios de la abadía. Todavía dependían de ellos toda la orilla sur del Viejo Puerto con las salinas y una zona comprendida entre Saint-Michel (Marsella) y la colina de Notre-Dame de la Garde así como parte del valle de la Huveaune con sus canales y los molinos de viento.
La muerte en 1192 del vizconde de Marsella, Geoffrey Raymond III, llamado Barral, que no tenía ningún heredero varón, produjo un verdadero embrollo político-religioso. Barral dejó una sola hija, Barrala, casada con Uc IV de Baux (o Hugo de Baux). Este último aportado por el conde de Provenza, Alfonso II de Aragón, reivindicó el señorío de Marsella. Barral también tenía dos hermanos, los dos eclesiásticos Geoffrey IV, obispo de Béziers y Roncelin monje y después abad de San Víctor.
Los marselleses, temiendo probablemente que la casa de los Baux no fuera muy favorable a Arlés, atacan en 1193 la abadía de San Víctor, cometiendo todo tipo de daños y sacando al abad Roncelin para nombrarlo vizconde de Marsella. Roncelin se casó con una mujer cuyo nombre presenta dudas entre Audiarz o Alasacie. Esta situación no pareció en principio molestar a nadie, puesto que Roncelin asistió a diversas reuniones como vizconde, pero rápidamente esta situación se deterioró y en septiembre de 1209, el papa Inocencio III excomulgó a Roncelin que se sometió en 1211, se divorció de su mujer y regresó a la abadía el 22 de julio de 1212 donde recibió la totalidad del patrimonio de la abadía.
En los años siguientes a la muerte de Roncelin ocurrida en 1215, se reemprendieron los conflictos y la rebelión de la ciudad contra el conde y el obispo, que se unieron a Raymond VI de Tolosa, conde de Toulouse, sospechoso de complicidad del asesinato del legado papal en 1208. De ello se deduce la excomunión de la ciudad en 1218 y la disolución de la Cofradía del Espíritu Santo. Después de muchas vicisitudes, los conflictos desaparecieron poco a poco, el obispo reconoció la existencia de la ciudad en 1220, sus privilegios y derechos se vieron confirmados por los dos soberanos rivales, Raymond VII de Toulouse y Raymond Berenger IV, el nuevo conde de Provenza, en 1225. Por último, la abadía realizó un acuerdo con el municipio, que reconoció sus derechos y obtuvo una renta anual retroactiva por seis años. Desde entonces los tres poderes fueron el municipio, el abad y el obispo. Pero durante todo el siglo XIII, los conflictos se sucedieron, con la transferencia gradual a la municipalidad de todos los derechos señoriales que había mantenido la abadía. 

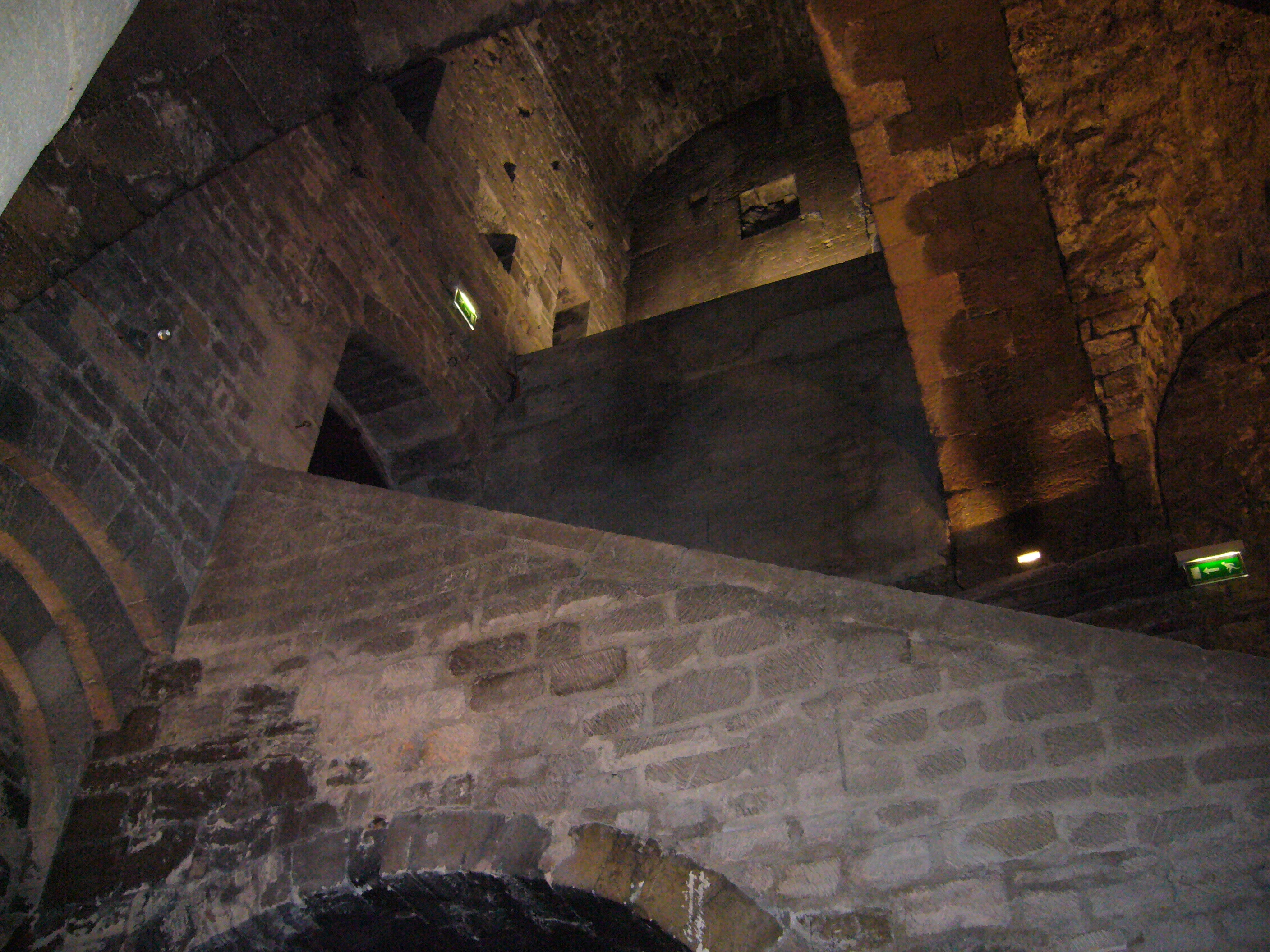
El antiguo acceso a la cripta.

En 1201 empezó la reconstrucción, de una nueva iglesia de la abadía estaba bajo el liderazgo de Hugo de Glazinis, enterrado en 1250 «en el templo que él construyó casi en su totalidad desde sus cimientos» así lo afirma su epitafio y la crónica precisa de San Víctor. El altar de Notre Dame en la iglesia superior fue dedicado el 3 de mayo de 1251. La construcción no se terminó hasta 1279, las construcciones medievales se convirtieron en las criptas actuales, y se levantó la torre de Isarn.
En 1214, un sacerdote de Marsella, Pierre, tuvo la idea de construir sobre la colina llamada "La Garde", una capilla dedicada a la Virgen María. En esta colina, perteneciente a la abadía de San Víctor, Pierre le pidió permiso al abad para emprender los trabajos. El abad permitió cultivar viñas, plantar un jardín y construir una capilla que luego se convirtió en Notre-Dame de la Garde.

#### Reordenamientos de Urbano V

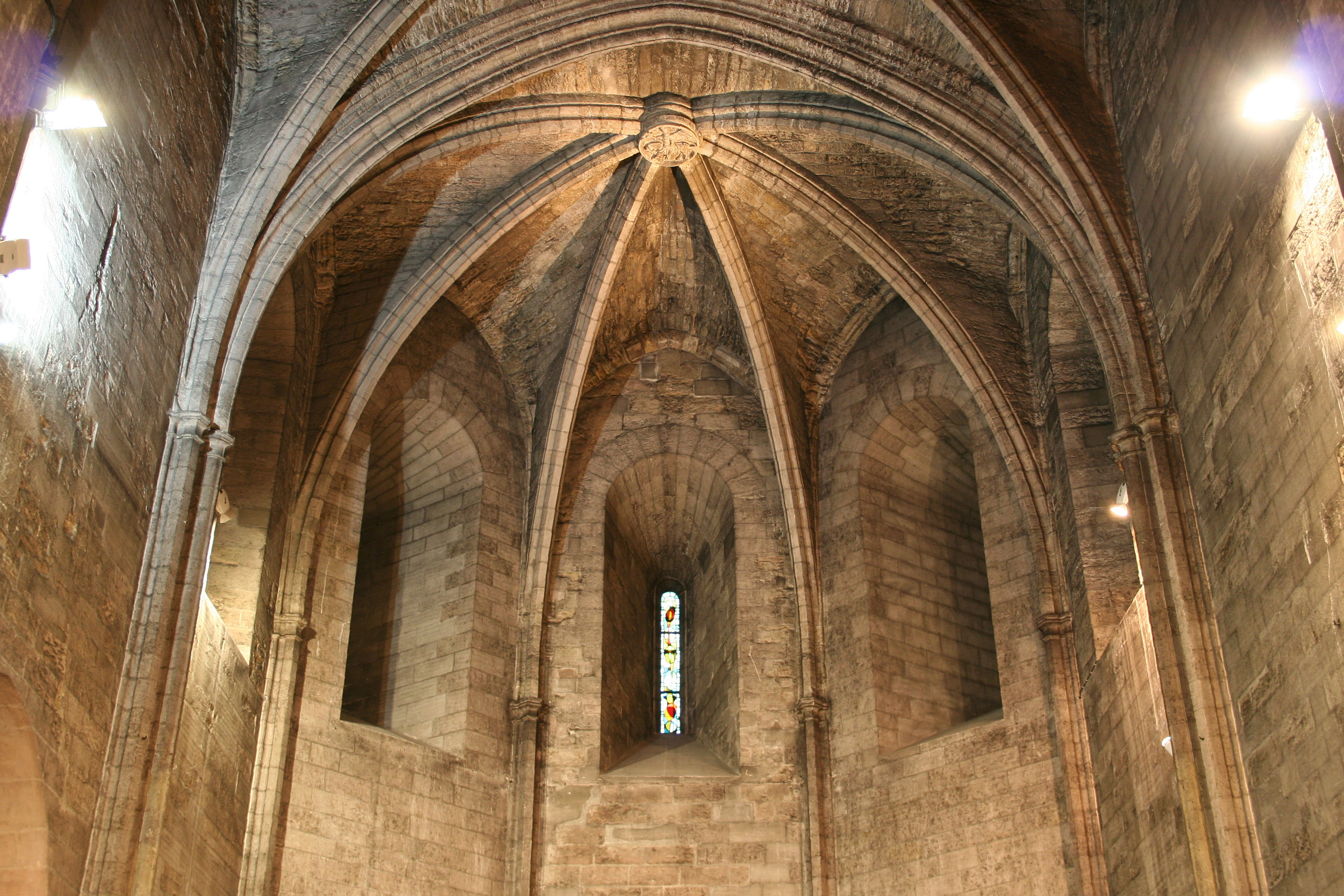
Bóveda del ábside central de la iglesia del monasterio.

Guillermo de Grimoard, abad de San Víctor en 1361, fue nombrado papa en 1362 bajo el nombre de Urbano V. Ordenó la ampliación de la iglesia a Rastin, maestro albañil, que desde el 9 de enero de 1363 comenzó con veintidós trabajadores para realizar trabajos en la iglesia superior. San Víctor desempeñó un papel importante en el sistema de fortificaciones de la ciudad de Marsella, la abadía tuvo y tiene un aspecto defensivo: una torre construida en el transepto norte sirve como un calabozo y cuatro contrafuertes alrededor del ábside, tienen el papel de torreones. La parte superior de la mazmorra, con veintitrés campanas ha desaparecido. El coro se encontraba dentro de la bóveda con nervios ojivales del ábside central. Una capilla se añadió en la nave entre la torre norte y la torre del homenaje Isarn.
Probablemente el 11 de octubre de 1365, Urbano V vino a asegurarse de la correcta ejecución de los trabajos. Marsella lo acogió suntuosamente y fue recibido en la iglesia de Saint-Lazare por el obispo Guillaume Sudre. El papa, rodeado de sus cardenales, pasó por el convento de los trinitarios, la plaza de Lenche, la iglesia de Notre-Dame-des-Accoules, y a continuación, San Víctor.

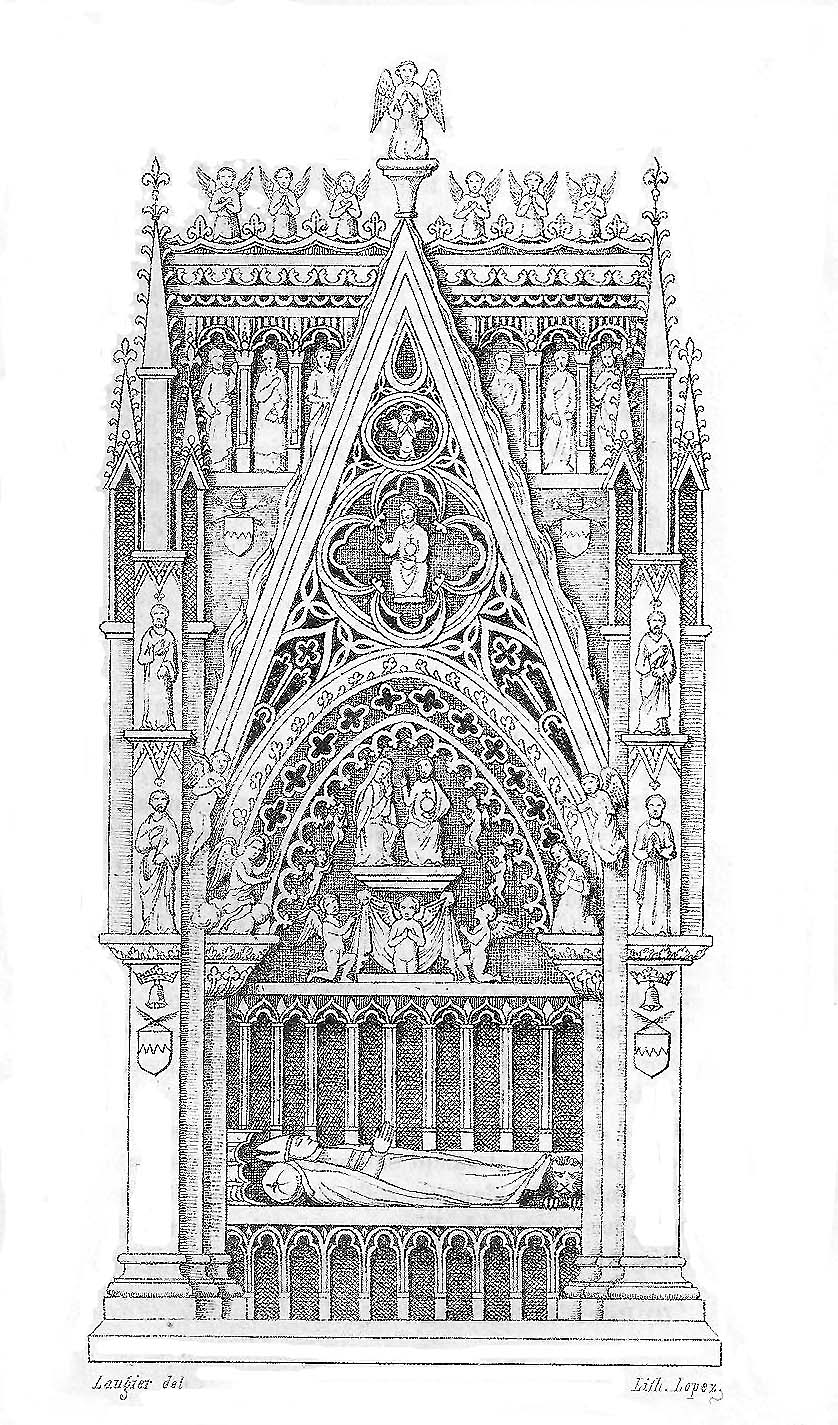
Tumba del papa Urbano V.

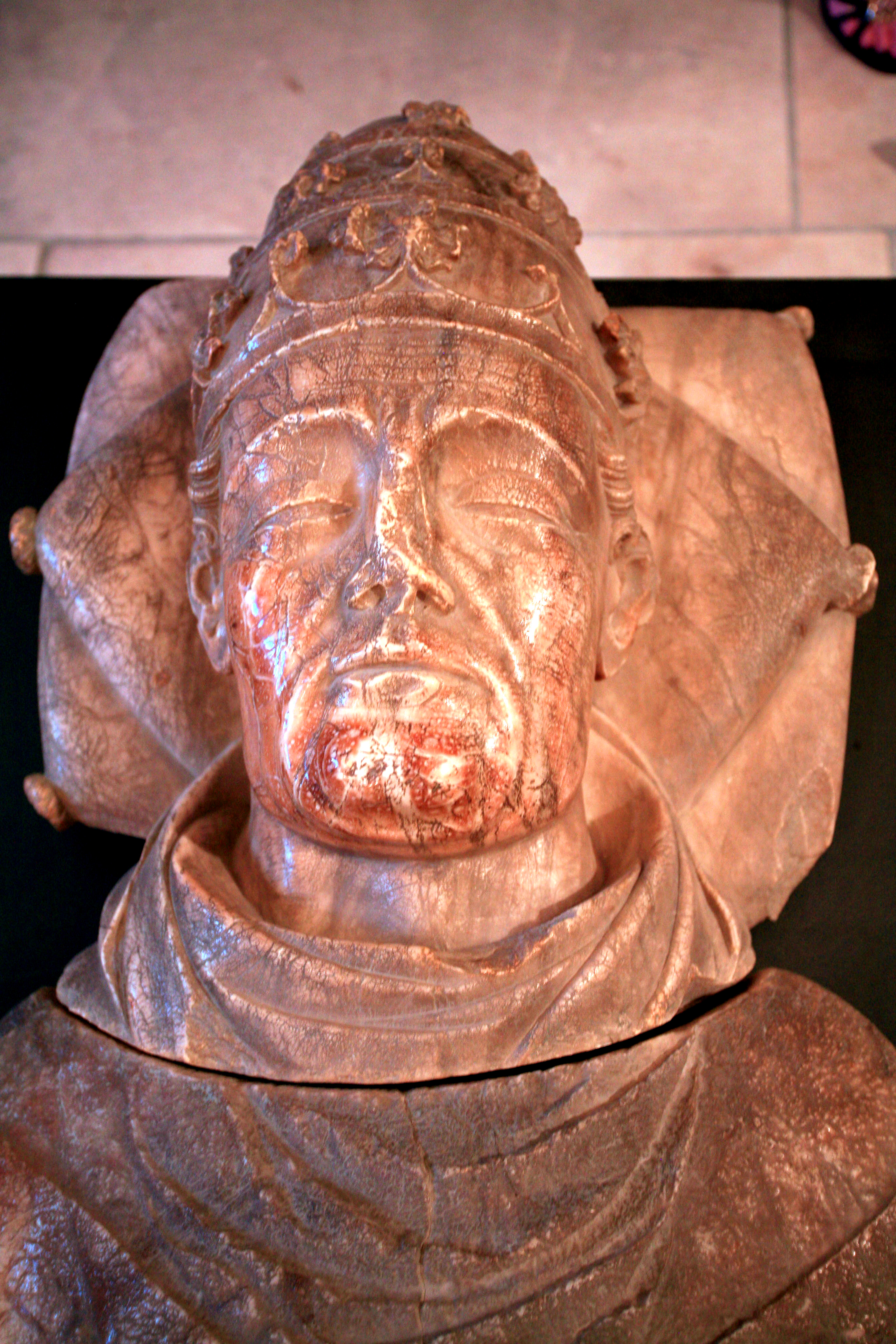
Busto del Papa Urbano V, en la Iglesia Colegio Benedictino de San Marcial en Aviñón.

Urbano V confirmó la liberación de la jurisdicción episcopal, San Víctor pasó a depender directamente del papa.
Urbano V murió el 19 de diciembre de 1370 en Aviñón. Primero fue enterrado en la catedral de Aviñón; como había pedido que sus restos se llevaran a la abadía de San Víctor, su ataúd fue conducido el 31 de mayo de 1372 hacia Marsella. La ceremonia de entierro en San Víctor tuvo lugar el sábado 5 de junio de 1372, bajo la presidencia de su hermano, el cardenal Anglic de Grimoard. Asistieron a la ceremonia muchos prelados y varios abades como Etienne Aubert, abad de San Víctor. Fue inhumado en la tumba encargada por su sucesor Gregorio XI al maestro picapedrero Jean Joglari. Se trataba de un monumento de 7 metros de alto y de 3,7 metros de ancho donde fue tallada la imagen del fallecido. Puede hacerse una idea de la forma de la tumba después de un diseño del fin del siglo XVIII y del parecido con la tumba de Inocencio IV en el monasterio de Villeneuve.lès-Avignon. La tumba de Urbano V está desaparecida. Se pueden apreciar en la pared del coro los restos de las columnas y un pináculo roto, con una serie de arcos de piedra de trébol, que es todo lo que queda del monumento retirado al final del Antiguo Régimen. No se sabe si sus restos fueron dispersos o escondidos. La imagen del yacente de 1980, es un modelo de uno que estaba en el cenotafio de la antigua iglesia de Saint-Martial en Aviñón. El sarcófago que estaba cubierto con hierro y terciopelo no se encontró.

### Decadencia y desaparición del monasterio

#### SiglosXVyXVI
Los enriquecimientos debidos a Urbano V señalaron uno de los últimos grandes períodos de la abadía, que sufrió, como el resto de la Provenza y la ciudad, las devastaciones de la peste en 1348, añadidos después los conflictos incesantes y los desastres múltiples de la guerra de los Cien Años. Sólo después de 1430 la vida renació progresivamente. A comienzos del siglo XV, la abadía dio asilo al antipapa Pedro de Luna Benedicto XIII de Aviñón que había tenido que huir de Aviñón antes de regresar a España. El antipapa se hospedó en dos ocasiones en la abadía de San Víctor (1404 y 1407) que se convirtió, durante varios meses, en la verdadera sede del tribunal pontifical. Estas estancias fueron muy gravosas para la abadía.

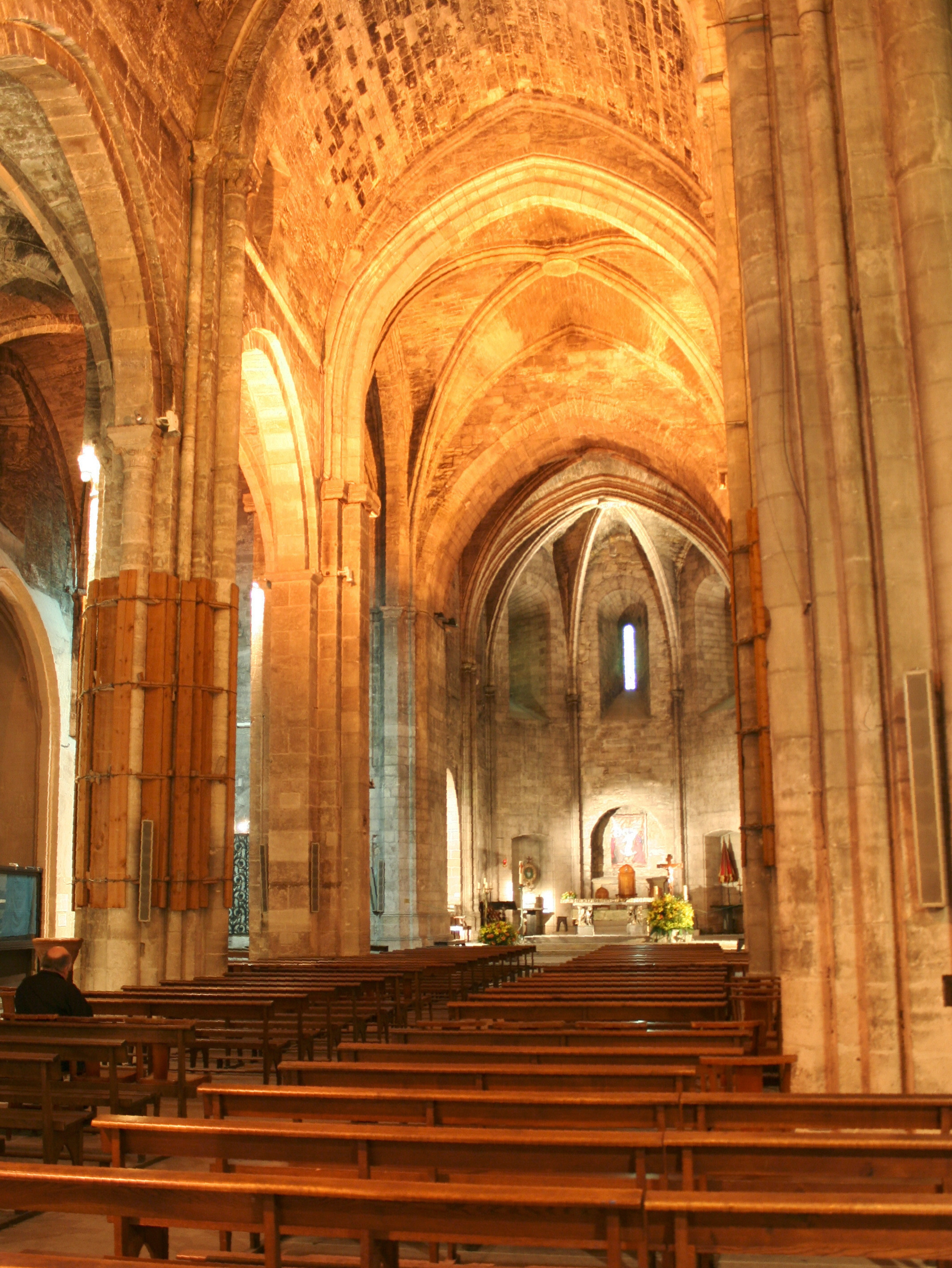
Nave y cabecera de la iglesia.

El cardenal Jean de la Balue, que había sido encarcelado por orden de Luis XI en 1469 en el castillo de Loches, donde permaneció cerca de doce años, se refugió en abril de 1481 en la abadía.
A partir del siglo XVI, los monjes infringieron la norma de su fundador San Benito. Los monjes abandonaban el monasterio y preferían la ciudad donde se alojaban. Además, se equipaban ricamente ya que a menudo eran ayudantes de la nobleza provenzal. Con su indumentaria, se proponían manifestar su pertenencia a esta nobleza, pero tal comportamiento fue un grave incumplimiento a la norma monástica.
Desde el año 1570 hasta 1588, Jules de Medicis fue el abad de San Víctor. Los historiadores sospechan que pudo haber robado la biblioteca de la abadía, cuyas obras de teología y liturgia, como también de derecho, historia, literatura antigua, medicina y ciencia eran conocidas tras el inventario que se hizo de las mismas en el siglo XII. Para explicar la desaparición de esta biblioteca hay que basarse en Louis Antoine de Ruffi que escribía en 1696 «la mayoría de los manuscritos de esta biblioteca se llevaron a Francia». El erudito J.A.B. Mortreuil supone que Julien de Médicis, abad de San Víctor, había ofrecido a su pariente la reina Catalina de Médicis, los manuscritos de su abadía. Esta hipótesis causó una violenta polémica entre Mortreuil y Agustín Fabre que suponía, sin ninguna prueba, que era Richelieu quien se había hecho cargo de la mayoría de los libros.
Durante la Santa Liga de París, bajo la dictadura de Charles de Casaulx, la abadía fue tomada por los hombres del duque de Saboya colocados bajo el mando de Méolhan, gobernador de Notre-Dame de la Garde; después fue reconquistada por los marselleses.

#### Secularización en el Gran siglo
Tras la muerte de Charles de Casaulx, no se volvió a emprender ninguna reforma en San Víctor. El 22 de septiembre de 1648, los concejales escriben al cardenal Mazarino para hacerle saber que van a intervenir ante el papa para pedir la secularización de la abadía. El papa Inocencio X se niega a conceder una bula de secularización y prefiere confiar la suerte del monasterio marsellés a las congregaciones benedictinas de la Abadía de Saint-Maur, que se habían hecho cargo de los monasterios de Montmajour, Saint-Denis y Saint-Germain de Prés.
Al final del siglo XVII, Luis XIV al enterarse de los desórdenes en la abadía aprobó con fecha 4 de abril de 1662 un concordato firmado entre los benedictinos reformados de Saint-Maur y los monjes de San Víctor. Luis XIV promulgó un reglamento que revocó el concordato, sin embargo, a pesar de sus promesas, una parte de los monjes prosiguieron su vida disoluta.< En 1708, Vintimille del Luc, obispo de Marsella, constata que la clausura del convento no existe ya y que los religiosos alquilaban casas en la ciudad para frecuentarla asiduamente.
Durante la peste de Marsella de 1720, la actitud de los monjes, contrariamente a la del conjunto del clero, no fue valiente. Sólo supieron protegerse ellos mismos detrás las murallas de su monasterio, cerrando cuidadosamente todos los vanos, y limitándose a enviar algunas limosnas y a anunciar que rezaban para la salud común.
El 13 de julio de 1726, aunque el abad Jacques Gouyon de Matignon, antiguo obispo de Condoms era hostil al papa Benedicto XIII creó en San Víctor una iglesia colegial donde el capítulo estaba formado por un abad, un sacerdote, un tesorero y por dieciséis canónigos. Con la secularización los monjes se convirtieron en canónigos. El 17 de diciembre de 1739, el papa Clemente XII publicó una bula de secularización. En 1774, un decreto real, fundó un capítulo noble cuyos miembros debían ser provenzales y tener cuatro ascendientes nobles. A partir de esta fecha los canónigos ostentaron el título de canónigo-conde de San Víctor. Una bula les autorizó a llevar, sólo fuera del templo, un escapulario como único signo religioso.
El último abad de San Víctor fue el príncipe Louis François Camille de Lorraine Lambesc, fallecido en 1787 y que no se sustituyó a causa del estallido de la Revolución.

#### Desmantelamiento bajo la Revolución
La víspera de la Revolución, la abadía de San Víctor estaba constituida por un extenso conjunto que se articulaba en dos partes distintas con relación a la iglesia actual:
- En el sur se encontraba el claustro, un dormitorio, la sala capitular y un edificio llamado el lavabo de los monjes abastecido por un pozo. Estos edificios se extienden hasta el eje mediano de la avenida actual de Córcega.
- En el norte se construyó un pequeño claustro y el palacio del abad. Estas construcciones que corrían por la calle Sainte, ocupaban también una parte de la plaza de San Víctor y el jardín de la plaza Berthe-Albrech.

Las paredes exteriores de estas construcciones estaban reforzadas por torres cuadradas con almenas. Los distintos aspectos de esta abadía nos son conocidos por diversos planos y grabados, en particular, por los dibujos de Joseph Marchand que realizó distintos bosquejos durante el período revolucionario. 

Dibujos de Joseph Marchand
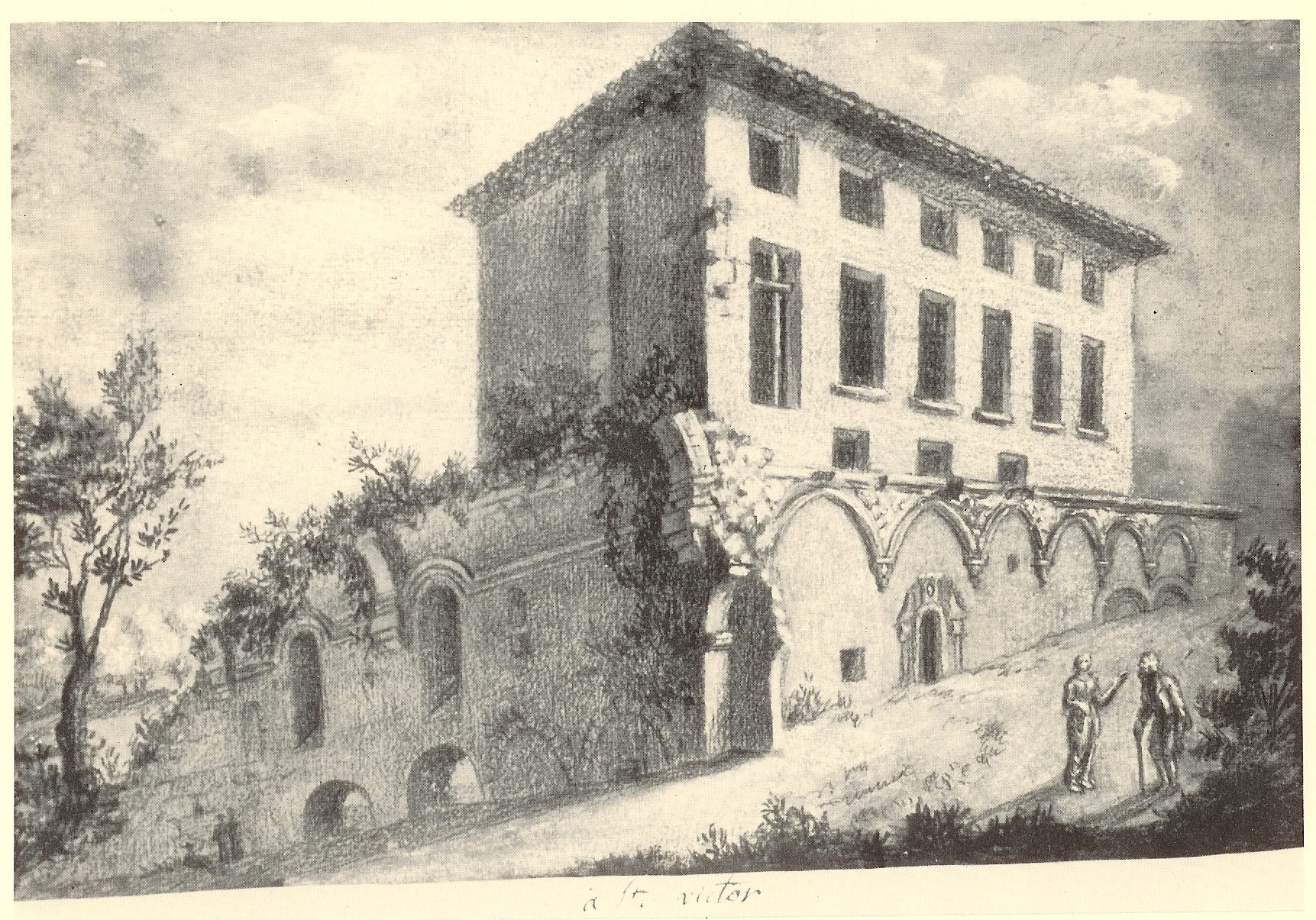
La abadía a finales del siglo XVIII.
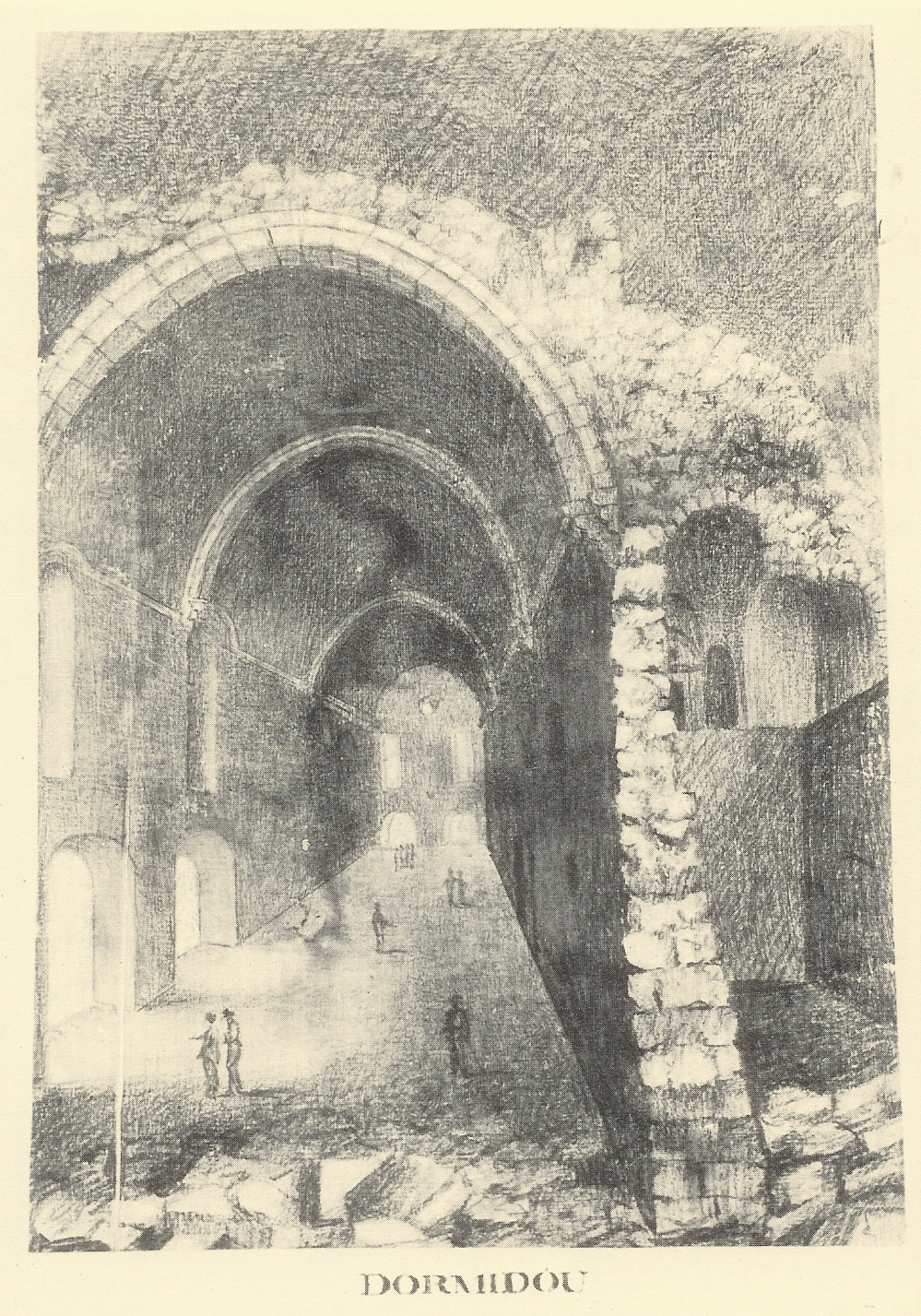
Dormitorio de la abadía a finales del siglo XVIII.
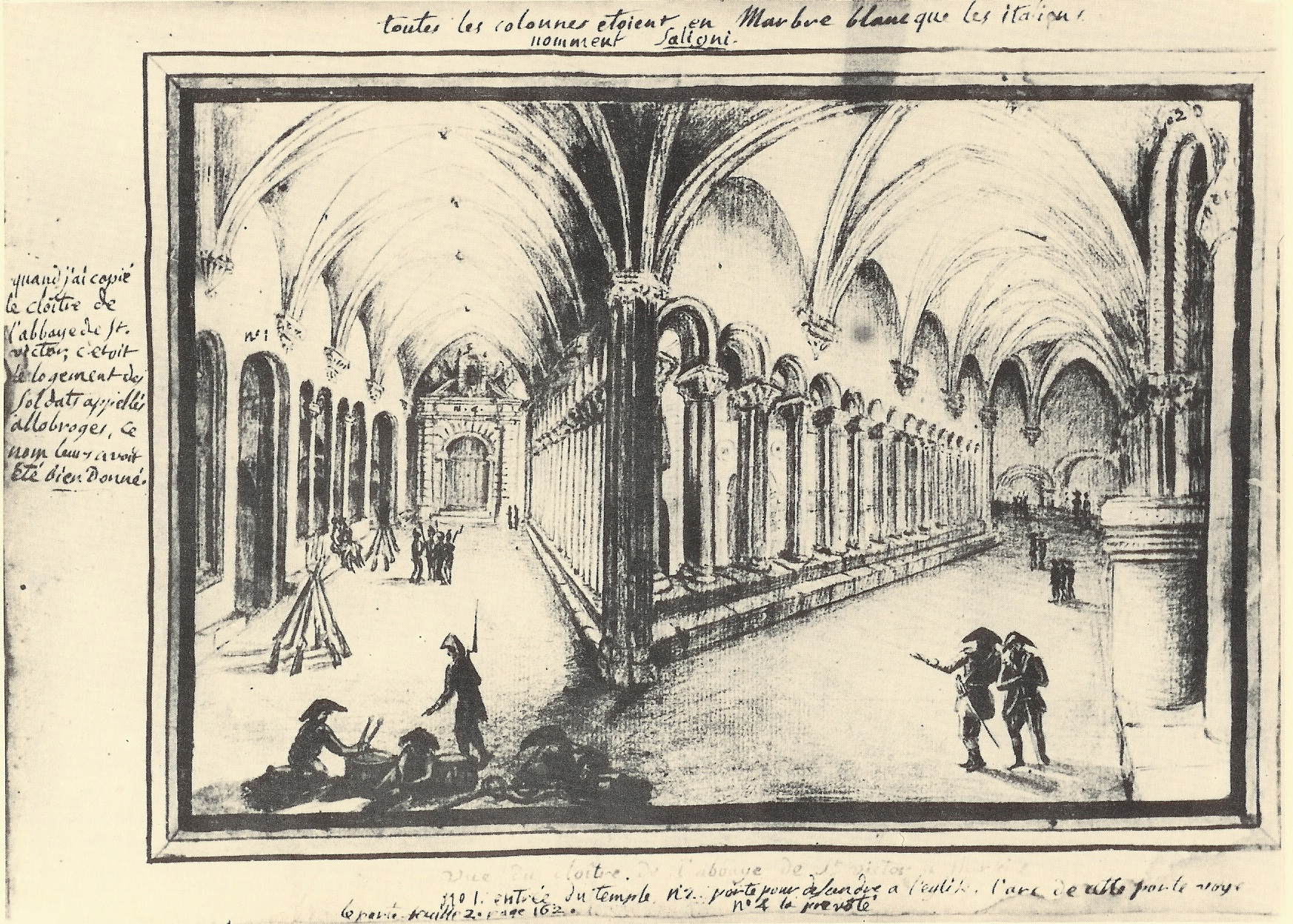
Claustro de la abadía a finales del siglo XVIII.

Como muchas otras construcciones religiosas, a la abadía se la decretó como Bien Nacional en 1791. Se pusieron ocho lotes en venta en junio de 1793, pero ninguno encontró comprador. En julio de 1793, una nueva adjudicación se lanzó sobre la base de once lotes. Así comenzó la desmembración de la prestigiosa abadía con la destrucción del claustro. Pero un hecho más grave llegó con la firma por Barras, Fréron, Saliceti y Ricord, con el decreto del 6 de enero de 1794, que preveía la destrucción de las iglesias que servían de sede para las reuniones de los federalistas. Para la abadía de Sant Víctor, que era la sede de la sección número 20, se reactivó su destrucción.
En 1794 la abadía y las dos iglesias fueron despojadas de sus tesoros, las reliquias fueron quemadas, y desaparecieron el oro y la plata, los monjes se retiraron del monasterio que se convierte en un depósito para la paja y el heno y llegó a ser utilizado como cárcel. Según Joseph Marchant, si la iglesia se conservó fue gracias a la protección de los propios presos. Joseph Marchant dejó suficientes testimonios que demuestran que el claustro sirvió para albergar a los soldados llamados Alóbroges.
Durante el año 1797, una calma relativa permitió pedir la utilización de la antigua iglesia para celebrar el culto religioso; pero el ejército recuperó el edificio con objeto de almacenar forrajes para sus caballos. En diciembre de 1802, el arzobispo reanudó la posesión de los lugares. La decisión de restitución al culto de la iglesia de San Víctor se tomó en la fecha del 14 de enero de 1803. Esta decisión se hizo efectiva el 19 de mayo de 1804 para la iglesia superior y en 1822 para las criptas.

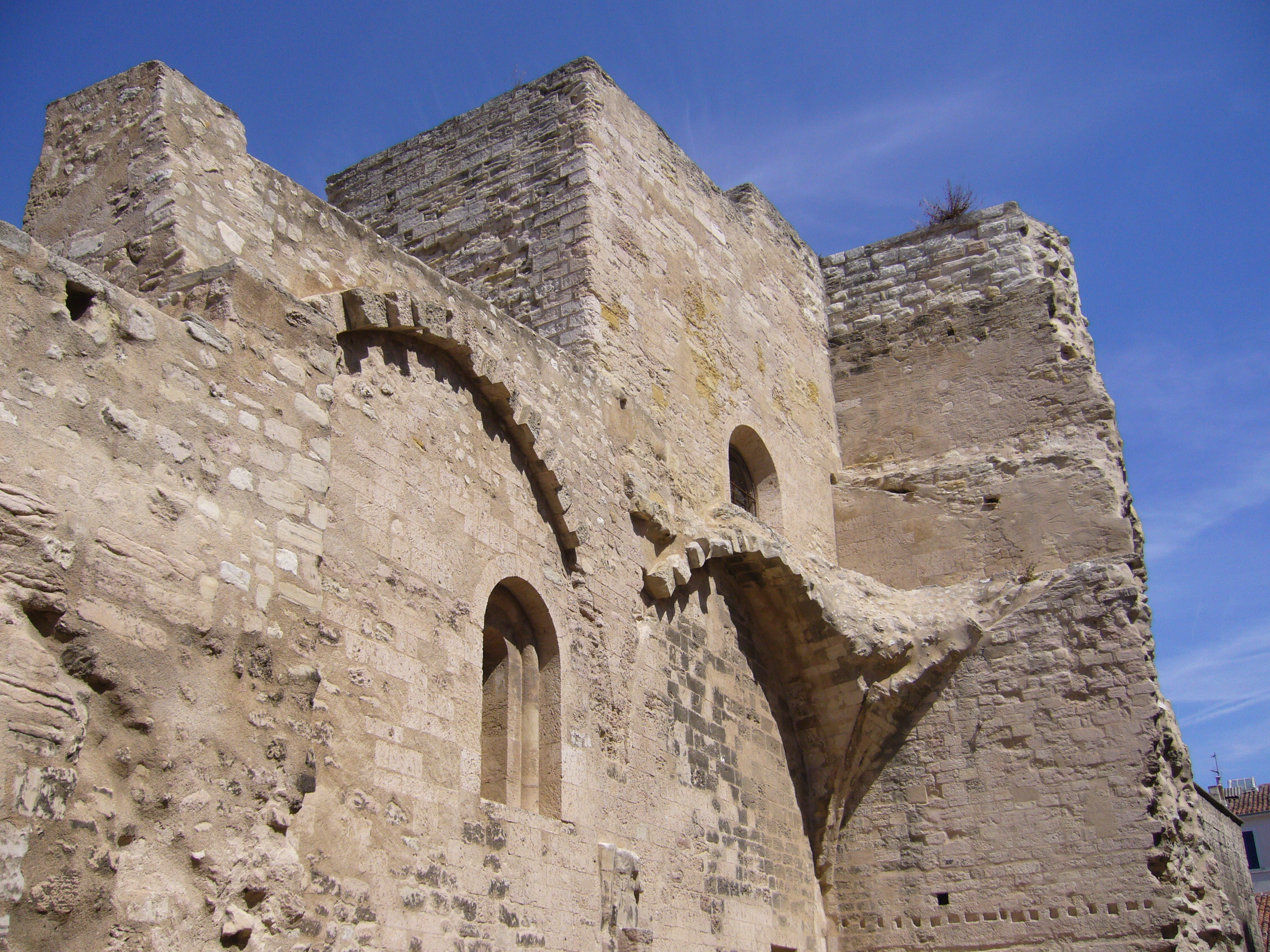
Los restos del claustro después de sus demoliciones.

Las destrucciones del claustro y el conjunto de los edificios, comenzadas bajo la Revolución, continuaron hasta mediados del siglo XIX. La calle Sainte se prolongó lo mismo que la de la Cordelería que toma el nombre de avenida de Córcega. Se crearon algunas nuevas vías:
- la calle de la Abadía que bordea la envergadura meridional de la iglesia y requirió la destrucción del claustro.
- la calle del Comandante Lamy, conectando la calle Sainte y la avenida de la Córcega, se trazó en el sitio del antiguo dormitorio.

Se construyeron algunos edificios entre la calle de la Abadía y la avenida de Córcega donde se encuentra la casa parroquial construida en 1860. En las bodegas de esta última se encuentra el pozo que abastecía de agua el lavabo de los monjes.

## Iglesia actual
| A- Pórtico de la entrada            | 1- Sarcófago y cruz en el centro                                      |
| B- Capilla del Santísimo Sacramento | 2- Altar de mármol del siglo V                                        |
| C- Nave                             |                                                                       |
| D- Parte derecha (lado sur)         | 3- Sarcófago de Abraham                                               |
| E- Parte izquierda (lado norte)     | 4- Notre Dame de la Sagesse 5- Estatua de San Lázaro                  |
| F- Crucero                          | 6- Tabla de Michel Serre 7- Relicario 8- Tabla de Papety 9- Relicario |
| G- Cabecera de la iglesia           | 10- Altar 11- Emplazamiento de la tumba de Urbano V                   |
| H- Sacristía                        |                                                                       |
| I- Capilla del Espíritu Santo       | 12- Fuentes bautismales                                               |
| J-Entrada a la cripta               |                                                                       |

Plano de la iglesia superior..

La iglesia incluye dos partes bien distintas: por una parte la nave y por otra el crucero y el coro. La entrada se sitúa en la torre de Isarn.

### Puerta de entrada

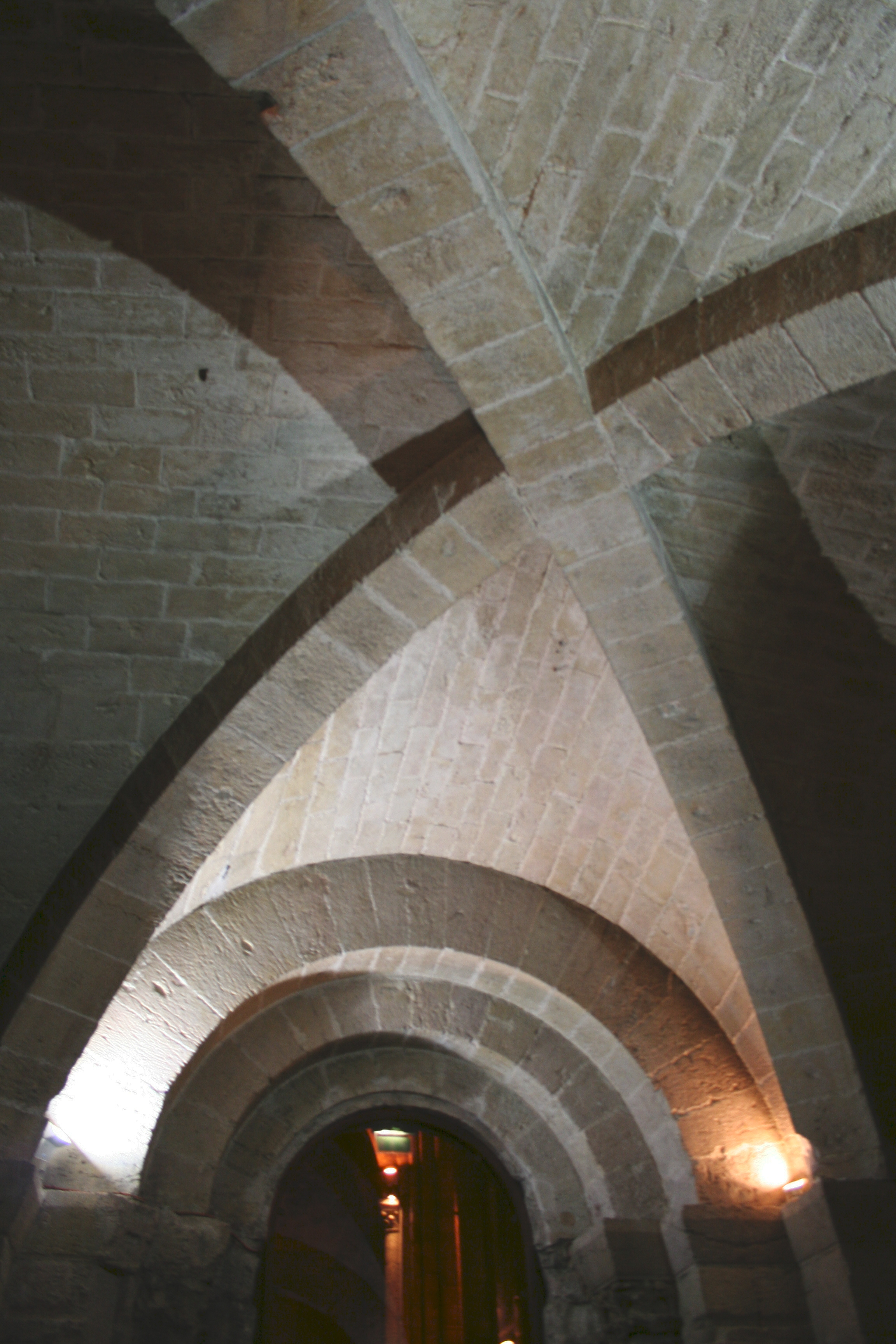
Bóveda del porche.

La puerta de entrada se sitúa en el este de la torre de Isarn. Este porche es muy sobrio; la bóveda muy convexa se apoya en dos potentes arcos ojivales de sección rectangular, sin clave, que vuelven a descansar sobre pilares con aristas vivas insertados en los ángulos.
Dentro del porche, se encuentra un sarcófago de mármol de Carrara que data del final del siglo IV o del principio del siglo V. Este sarcófago se descubrió durante excavaciones efectuadas en el sótano de este lugar. La ornamentación se simplifica al máximo en el centro, con una cruz latina colocada en un compartimento rectangular encuadrado por los dos grandes paneles con estrígiles.

### Nave central
La nave con cuatro tramos y sus dos naves laterales es de estilo gótico. Se remonta al mandato de Hugues de Glavinis muerto en 1250. Las bóvedas con crucerías ojivales inicialmente estaban previstas para todos los techos, pero para la nave el arquitecto prefirió adoptar unas lisas, dejando inutilizadas las columnas que debían recibir la sustentación del arranque de los nervios de las bóvedas; la nave evoca así la época románica. En el siglo XVII se realizó una iluminación directa de la nave taladrando las bóvedas para abrir unas ventanas.
En el fondo de la nave central, colocado sobre una tribuna, se encuentra el órgano construido en 1840 por A. Zieger. En 1974, la caja dibujada por D. Godel (Ginebra) fue construida por la casa Foix de Marsella mientras que el fabricante de órganos J. Dunand de Villeurbanne realizaba la parte instrumental reutilizando una veintena de juegos de Zieger. Bajo este órgano se encuentra el acceso a la cripta.

#### Nave lateral izquierda

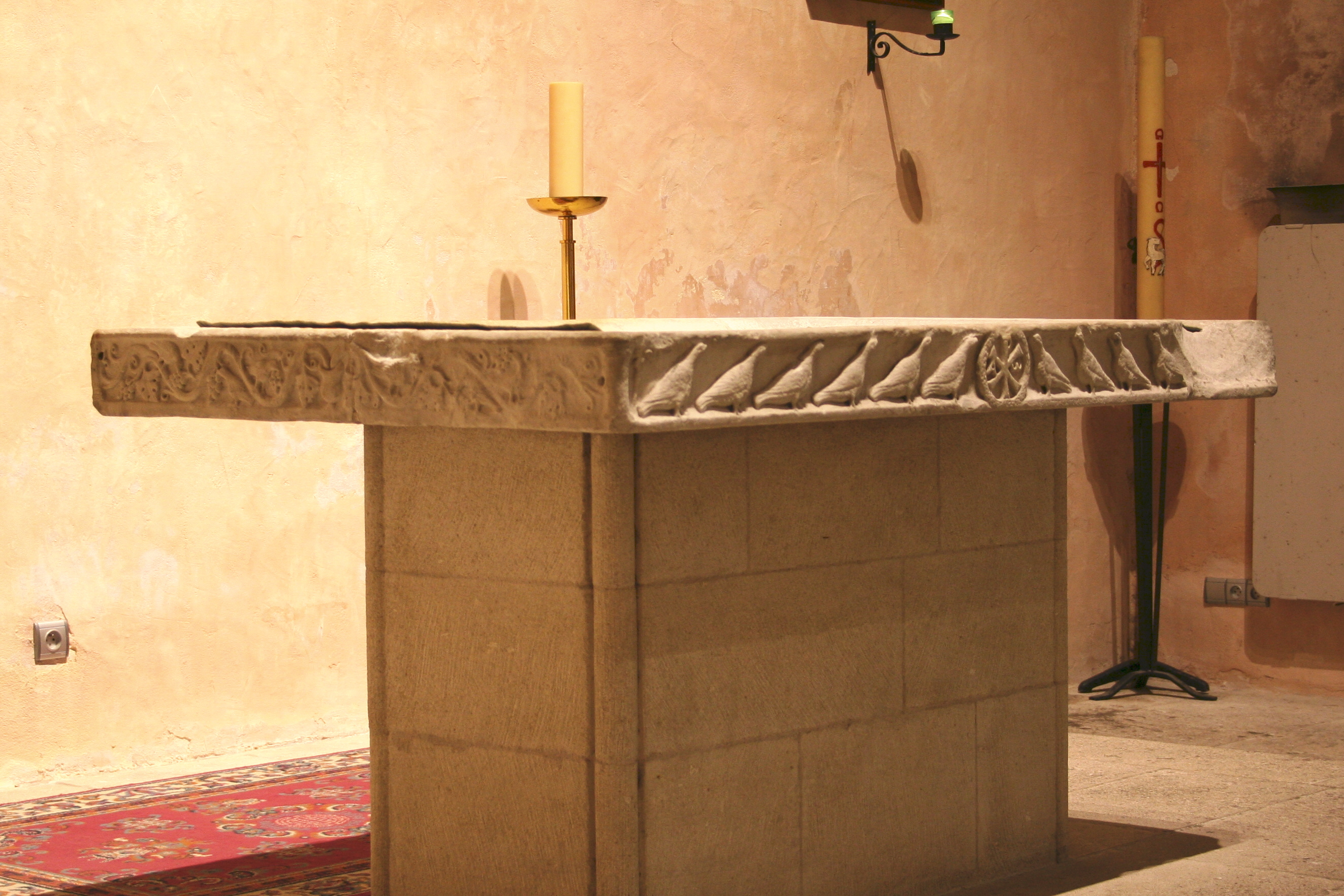
Mesa de altar.

En el fondo de esta nave, cerca del órgano, se sitúa la entrada de la capilla del Santísimo Sacramento. A la izquierda de esta entrada se colocó la estatua de Notre-Dame de la Sabiduría realizada según modelo de las clásicas vírgenes catalanas del siglo XI. En esta capilla se encuentra un altar de mármol blanco (1,78 x l x 1,12 cm) que data del siglo V y presenta sobre su cara frontal dos grupos de seis columnas que encuadran el emblema de Cristo. En la cara contraria, el mismo emblema central muestra el símbolo del cordero. Sobre los pequeños laterales figuran unos frisos de palomas picoteando granos de racimos de vid.
En la capilla situada entre la torre de Isarn y la tumba de Urbano V, se encuentra una estatua de san Víctor, patrón de la ciudad de Marsella, tallado por Richard Van Rhijn, e instalado en la basílica el 24 de enero de 2007 y que fue bendecida por Georges Pontier, arzobispo de Marsella.

#### Nave lateral derecha
Al fondo, bajo el órgano, se encuentra el acceso a la capilla del Espíritu Santo, donde se colocó un pozo con brocal monolítico procedente de Saint-Rémy de Provenza y que sirvió de pila bautismal. En esta capilla se encuentran también un busto de Cristo tallado y un tapiz de Lorimy-Delarozière que representa el Espíritu Santo.
En el tramo siguiente, una pasarela de madera permite vislumbrar un sótano de la parte meridional de la cripta con la capilla de Saint-Blaise y el Atrio. 

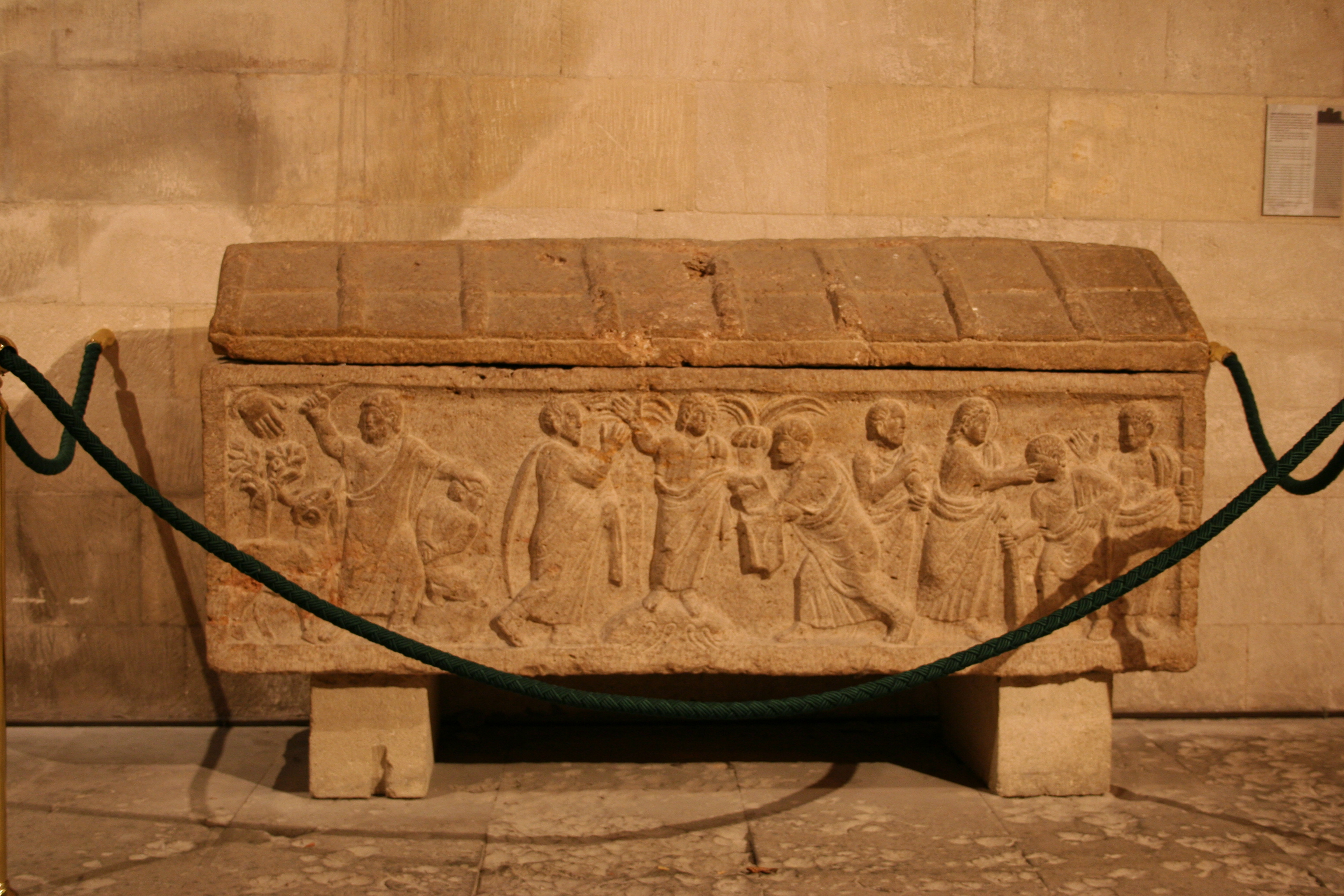
Sarcófago representando el sacrificio de Abraham.

En el siguiente tramo, bajo una tapicería de Lorimy-Delarozière que representa el Apocalipsis, exactamente en frente del porche de entrada, se expone un sarcófago en mármol travertino. La cubierta está realizada a modo de tejado. Sobre la cara longitudinal se aprecia la escena del sacrificio de Abraham y la curación del ciego. Este sarcófago (1,93 x 0,70 x 0,58 cm), fue exhumado en 1970 con motivo de unos trabajos de consolidación y reanudación de unas obras bajo un pilar de la nave, y ha sido objeto de estudios arqueológicos muy detenidos.
- Interior del sarcófago.

Los restos de prendas de vestir y el esqueleto fueron estudiados por un equipo de investigadores y técnicos del laboratorio de conservación, restauración y búsquedas arqueológicas del CNRS en Draguignan. La persona enterrada corresponde a una mujer de unos veinte años de edad y que mide 157 cm. Su tipo antropológico no pudo determinarse. Esta joven presentaba secuelas de poliomielitis en la pierna derecha. Las prendas de vestir en seda consistían, principalmente, en una túnica decorada con bandas tejidas y un galón bordado en hilo de oro. Sobre la cabeza de la persona se había colocado una corona vegetal, símbolo de victoria y vida eterna. Esta persona debía ocupar un rango social elevado como lo sugieren la riqueza de las esculturas del sarcófago, la prenda de vestir de seda, una cruz de oro colocada sobre el frente y el empleo del incienso, este último ingrediente costoso en la época.
- Escultura del sarcófago.

Las representaciones sobre el lado longitudinal de la tumba se distribuyen en tres grupos:
- - A la izquierda, representación de Abraham en el momento del sacrificio de su hijo Isaac: esgrime en la mano derecha un cuchillo mientras que en la mano izquierda, mantiene a su hijo puesto en cuclillas. La mano de Dios (Dextera Domini) aparece en el cielo para retener su gesto mientras que un carnero estira de un pico del abrigo de Abraham para manifestar su presencia. Dios pide así sustituir a los sacrificios humanos por ofrendas de animales.
  - En el centro, se encuentra Cristo sobre una montaña de donde salen los cuatro ríos. Con la mano izquierda, da un rollo a Pedro y levanta la derecha sobre Pablo que lo aclama. Dos palmeras encuadran la figura del Cristo.
  - A la derecha, dos personajes se encuentran con Cristo que sana a un ciego tocándole los ojos. El Cristo es barbilampiño y lleva una larga cabellera que se distribuye por una y otra parte la cara. La escena de la curación del ciego evoca el símbolo de que Cristo es la luz del mundo.[VA. 5]

#### Transepto (crucero)
La zona del transepto norte está perforada por un óculo y el lado sur por un arco de medio punto. En cada brazo, hay nichos cerrados con rejas con una colección de relicarios. Al fondo del crucero sur se expone una tabla de Papety que representa a San José y el Niño Jesús, mientras que el crucero norte está decorado por una tabla del pintor catalán Michel Serre representando la Virgen. En el crucero sur se encuentra la entrada a la sacristía.

#### Ábside

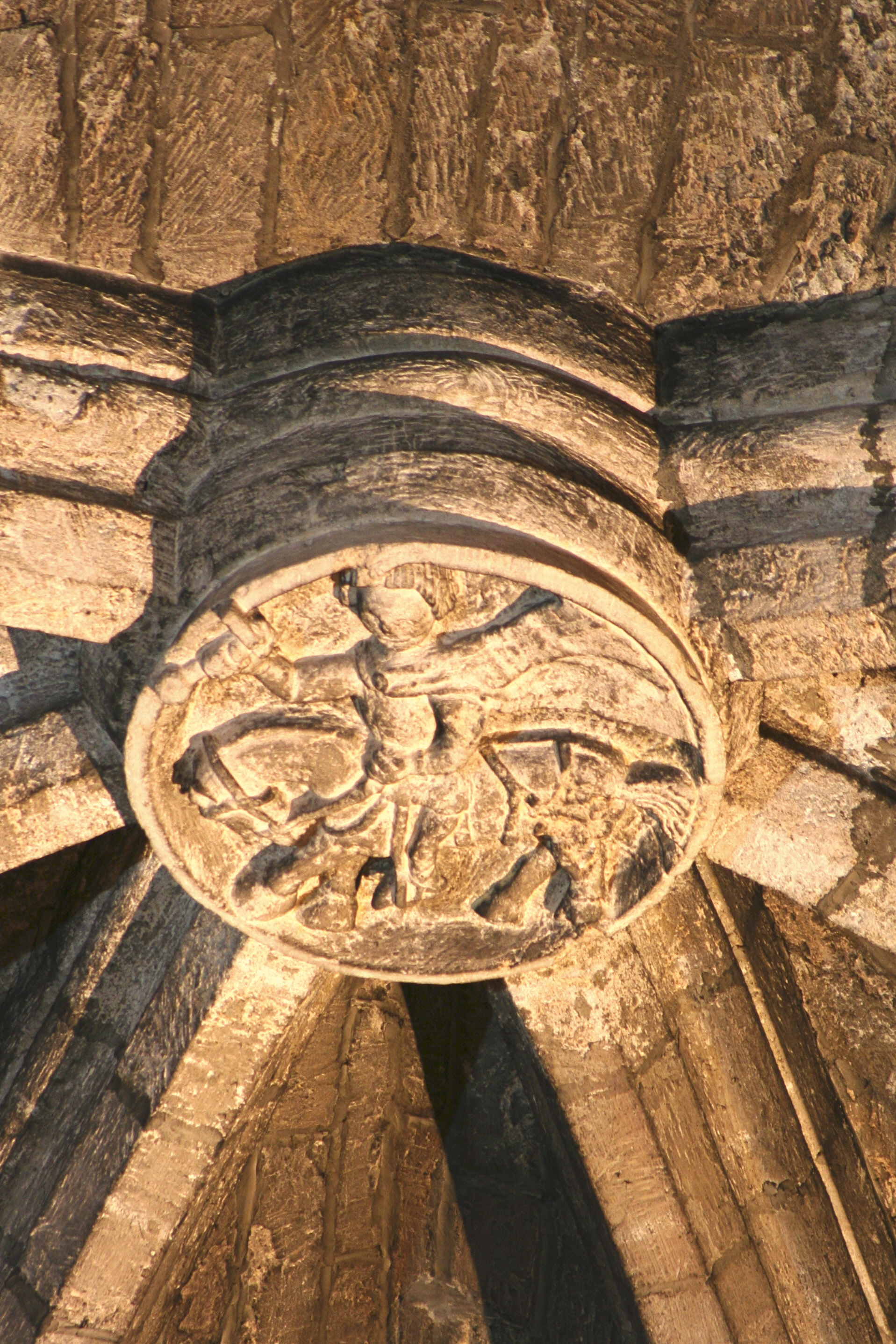
Clave de bóveda.

El lado oriental de San Víctor, que incluye el crucero y el coro fue reconstruido por el papa Urbano V. El ábside es de cinco lados y está flanqueado, exteriormente, por cuatro grandes contrafuertes escarpados. Se formó un saliente sobre los muros del monasterio constituyendo una verdadera fortaleza con paredes de hasta 3,25 m de espesor. 

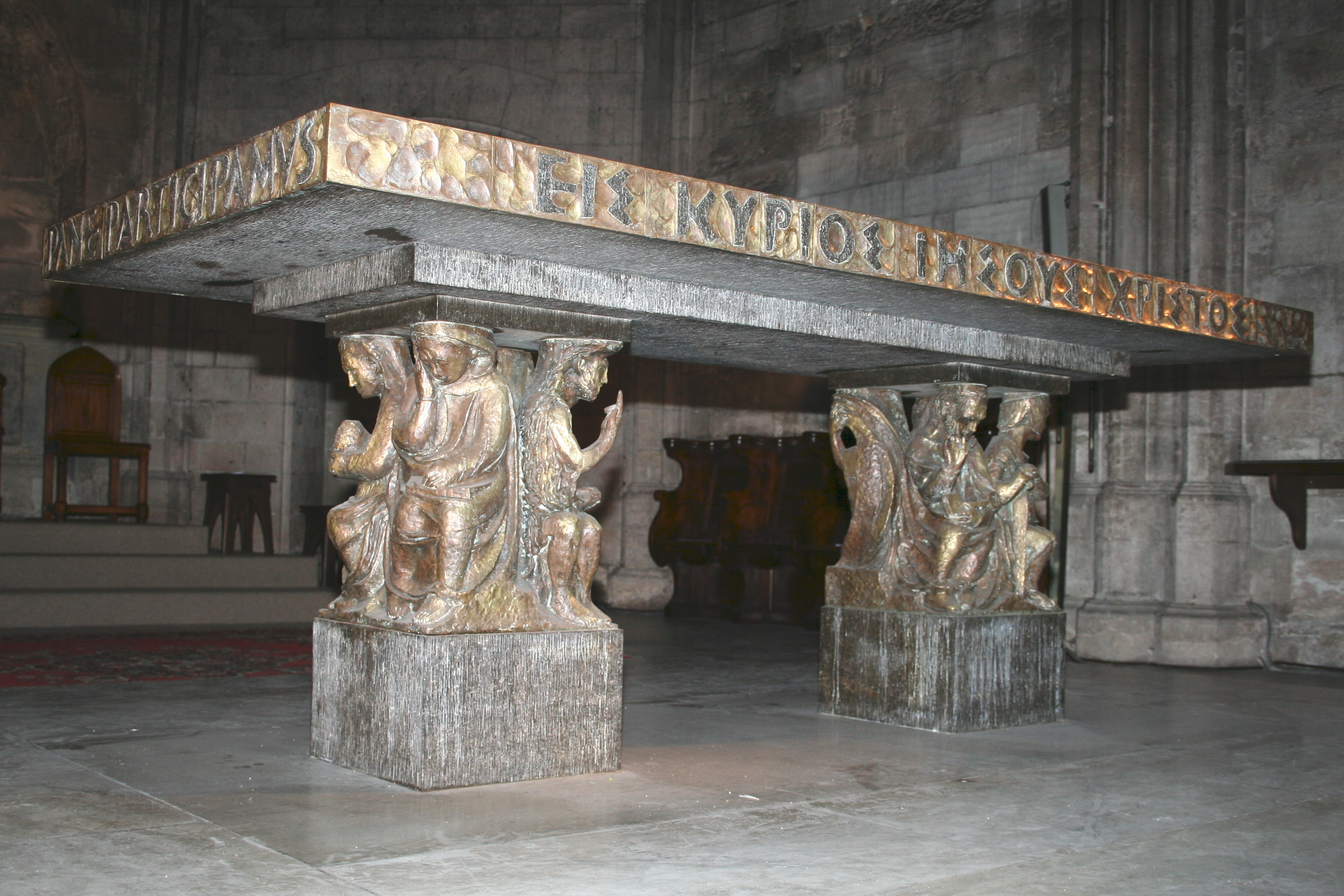
Altar del escultor Jean Bernard.

El ábside está iluminado por tres tramos estrechos de ventanales colocados en cavidades profundas. En el lado del Evangelio se encuentra un arcosolio, que es todo lo que queda del monumento funerario esculpido en 1372 para el papa Urbano V.
El tabernáculo y altar, dedicados en 1966, son obras de Jean Bernard. El altar es de piedra y bronce, donde hay un friso con las palabras de san Pablo «un solo Señor Jesucristo». Este altar se sustenta con dos peanas con cuatro estatuas cada una:
- san Víctor de Marsella, san Pedro, san Pablo, San Casiano
- san Juan Bautista, Urbano V, san Lázaro, santa María Magdalena[Boi. 1]

La clave de bóveda data de la fecha del coro de los años 1360-1370. Representa a san Víctor a caballo. Los adornos de la montura del caballo y la ropa del caballero son una representación muy fidedigna de la época.

### Cripta
| A- Escalera de acceso         | |
| B- Capilla de san Mauront     | 1- Cuatro de los siete durmientes de Éfeso 2- Sarcófago de los compañeros de san Mauricio 3- Sarcófago de san Mauricio                                                                                        |
| C- Capilla de Isarn           | 4- Lápida funeraria de Isarn 5- Sarcófago de santa Eusebia 6- Sarcófago de los compañeros de santa Úrsula 7- Epitafio de Glazinis 8- Fresco de los monjes constructores                                       |
| D- Capilla de san Andrés      | |
| E- Antigua sacristía          | 9- Epitafio de Fortunatus y Volusianus 10- Sarcófago de Cristo entronizado 11- Sarcófago de las ovejas y los ciervos 12- Sarcófago de Anastasis 13- Cubierta del sarcófago con acrósticos 14- Epitafio pagano |
| F- Martyrium                  | 15- Virgen negra 16- Sarcófago de san Casiano 17- Tumba de las santas Chrysante y Darie |
| G- Capilla de san Lázaro      | 18- Sarcófago de los Santos Inocentes |
| H- Atrio                      | 19- Mosaico |
| I- Capilla de san Blas        | |
| J- Capilla de san Hermés      | |
| K- Antiguo acceso a la cripta | |

Esquema de las criptas de la abadía.

El acceso a la cripta se efectúa por una escalera en la parte posterior de la nave bajo el órgano. Se entra directamente en la sala de la capilla de san Mauront que sirve, junto con otras salas de la cripta, de basamento a la parte occidental de la iglesia superior.

#### Capilla de San Mauront

##### Cuatro de los siete durmientes

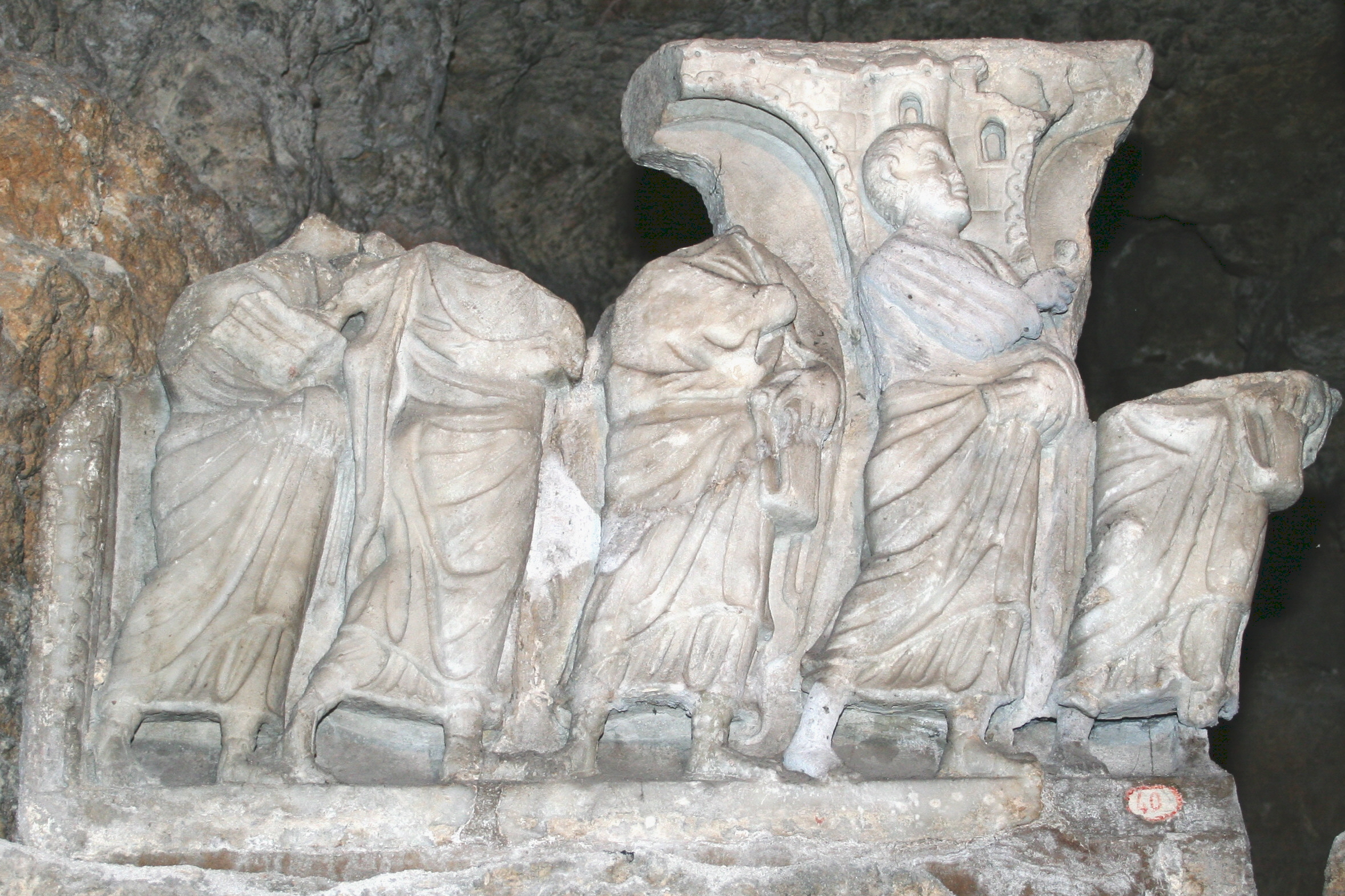
Los cuatro de los siete durmientes.

Este es un fragmento de la esquina izquierda de un sarcófago de mármol de Carrara de finales del siglo IV. Representa una procesión de cinco apóstoles; la obra completa sería en el centro, con Cristo en una montaña dando la ley a san Pedro, rodeado por los doce apóstoles. Los personajes evolucionan en un entorno marcado por almenas y puertas fortificadas. Según Jean-Baptiste Grosson, este bajorrelieve se tomó probablemente de un cementerio para decorar la tumba que los monjes de San Víctor decían ser el de los siete durmientes. En su Historia de Marsella, Louis Antoine de Ruffi representó este sarcófago.

##### Sarcófago de san Mauricio
La cara frontal de este sarcófago |(2,22 x 0,68 x 0,57 cm), llamado Mauricio de Agauno, está datado de finales del siglo IV, se reparte en siete partes adornadas con conchas y por columnas en espiral con los capiteles derivados del estilo corinto. En el centro, figura el Cristo imberbe, sentado sobre un trono al pie del cual se encuentra una oveja que gira la cabeza hacia él, imagen simbólica del Paraíso.
En ambos lados de Cristo, se encuentran los doce apóstoles agrupados en parejas.

##### Sarcófago de los compañeros de san Mauricio

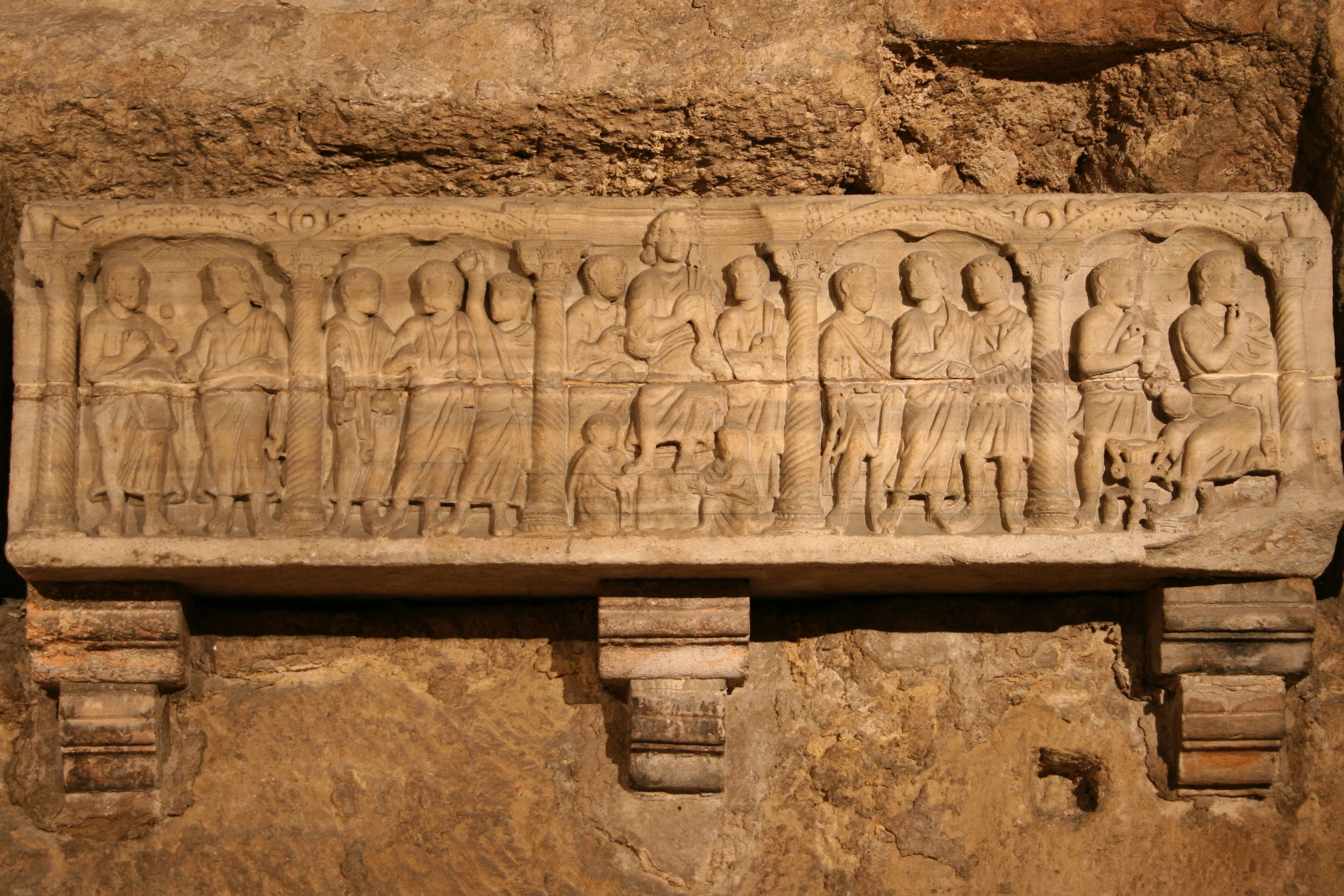
Sarcófago de los compañeros de san Mauricio.

Este sarcófago (2,10 x 0,55 cm) en mármol de Carrara está datado de finales del siglo IV. La parte frontal se divide en cinco compartimentos, en el centro, se encuentra Cristo enseñando a dos apóstoles Pedro y Pablo, de donde le viene el otro nombre por el que es conocido este sarcófago: “Cristo doctor”. A la derecha, se representan las escenas de la detención del Cristo, luego su comparecencia delante Poncio Pilatos donde se ve cómo se lava las manos. A la izquierda, Cristo aparece al apóstol Pablo. Luego está representada la lapidación de Pablo en Lystra.

#### Capilla de Isarn
En esta capilla se encuentra, bajo la escalera de acceso, la lápida del abad Isarn de Marsella. Sobre la pared este de la capilla, se expone, cada uno en un nicho: el sarcófago de santa Eusebia y el de su compañera santa Úrsula, prácticamente en frente de la lápida de Isarn, el epitafio de Hugues de Glazinis. Por fin, sobre una bóveda, un fragmento de un fresco representa a monjes constructores.

##### Lápida funeraria de Isarn
Aubin Louis Millin, en su libro Voyage dans les départements du midi de la France (Viaje por los departamentos del sur de Francia), es el primero probablemente en dar una reproducción grabada de la obra más celebrada de arte de la abadía. Esta placa fue tallada en el fondo de un sarcófago del que guarda la forma. El abad de Marsella Isarn, está representado yacente sobre esta larga losa terminada por dos semicírculos, pero cuyo centro es rectangular y más amplio que estos. El cuerpo sólo aparece en los dos semicírculos: la cabeza y el báculo pastoral en uno, los pies en otro. La placa rectangular lleva una inscripción trazada en ocho líneas. Del mismo modo, sobre cada circunferencia, una inscripción más pequeña está grabada con una T, así como el báculo pastoral. Estas inscripciones datan de finales XI, por lo tanto fueron realizadas poco tiempo después de la muerte de Isarn ocurrida en 1047. Una traducción fue hecha por el padre Paul Amargier y se reprodujo en la obra de Charles Seinturier.

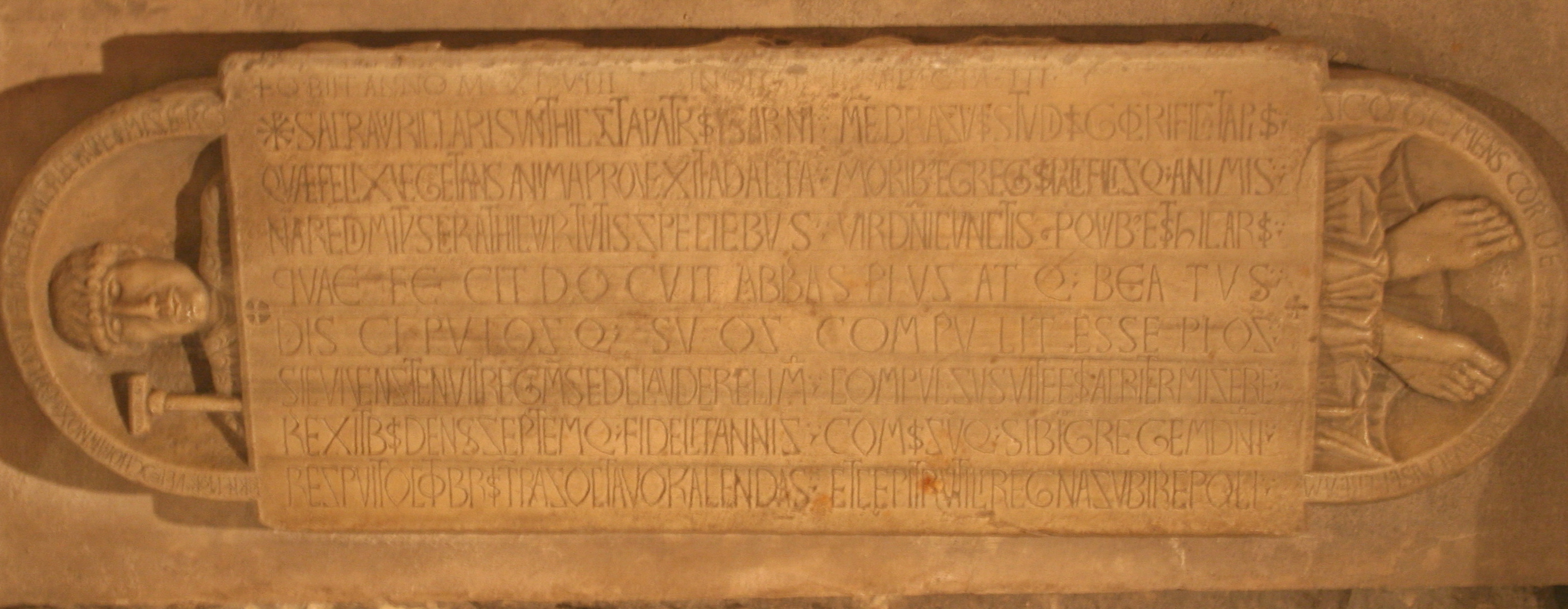
Lápida funeraria de Isarn.

De nuestro ilustre padre Isarn, aquí están los restos sagrados, 
los miembros que han llegado a ser gloriosos por tantos méritos.

Su alma llegó felizmente a los cielos. 
Hombre de Dios, de costumbres excepcionales y espíritu pacífico

era alegre para todos y en todo.

Puso en práctica lo que enseñó, abad bueno y bienaventurado.
También hizo de sus discípulos hombres buenos.

Ésta fue su regalo de vida y obligado a pasar el umbral de la existencia,

la dejó (la vida) con valor.
Gobernó, fiel, durante 27 años,

el dulce rebaño que le había confiado el Señor,
el cual abandonó el día 8 de las calendas de octubre (24 de septiembre)

Para entrar en el reino luminoso.
- En torno de la cabeza:

Estate atento, te lo ruego, tú que lees, a lo que ha hecho de mí, miserable difunto, la ley nacida del pecado del primer hombre.
- En torno de los pies:

Y gimiendo, desde el fondo del corazón, di y repite: Dios tenga piedad de él. Amén

##### Sarcófago de santa Eusebia
Louis Antoine de Ruffi ha dado la representación de este sarcófago en su Histoire de Marseille. En el centro del sarcófago (2,05 x 0,62 x 0,54 cm), datado del principio del siglo IV, se representa un medallón con un retrato encuadrado por dos paneles. Bajo el medallón está representado Jonás con, a su izquierda, el gran pez, (ballena), que lo tragó y lo transportó. A la derecha, Moisés recibe las Tablas de la ley. A la izquierda, también Moisés frota con su bastón una roca para hacer brotar un manantial.

##### Sarcófago de las compañeras de santa Úrsula
Este sarcófago (1,92 x 0,65 x 0,43 cm) data de la primera mitad del siglo V. La cara anterior está dividida por siete arcuaciones sostenidas por columnas; en el centro se encuentra Cristo, coronado por la mano de Dios, está de pie sobre una montaña de donde brotan los cuatro ríos. Se encuadra por san Pedro que lleva una cruz y por san Pablo con cinco apóstoles a cada lado. Sobre el friso de la tapa se representan, a la izquierda, dos ciervos con dos árboles: la escena representa el paraíso. En el centro, dos ángeles llevan un cuadro en el que están representados dos delfines que encuadran un crismón. A la derecha, la escena del milagro de bodas de Caná y el de la tierra prometida.

##### Epitafio de Hugues de Glazinis
Esta losa funeraria data de mediados del siglo XIII. Actualmente falta una parte de su esquina inferior derecha, pero ha estado representada intacta por Louis Antoine de Ruffi. Abajo a la izquierda, se encuentra el pórtico de la abadía con el campanario flanqueado de dos torres. En el centro, se encuentra una cruz de Malta y a la derecha, un sacerdote revestido con los ornamentos sacerdotales.

##### Monjes constructores
Un resto de pintura mural del siglo XIII se encuentra en un arco doble de la capilla de Isarn. Sobre este fragmento del fresco con fondo rojo, se encuentran cercos negros y túnicas de color azul turquesa, donde se aprecia una escena de cantería y de construcción. Los gestos de los obreros son precisos: uno maneja una herramienta de cantero, detrás de él, otro obrero, con un gorro, avanza curvado bajo una carga de mampostería. Delante, un tercer obrero maneja una pala mientras que un cuarto avanza con otra herramienta. El artista representó los diferentes artesanos que trabajaban en el siglo XIII en la terminación de la iglesia.

Sarcófagos y pintura en la capilla de Isarn
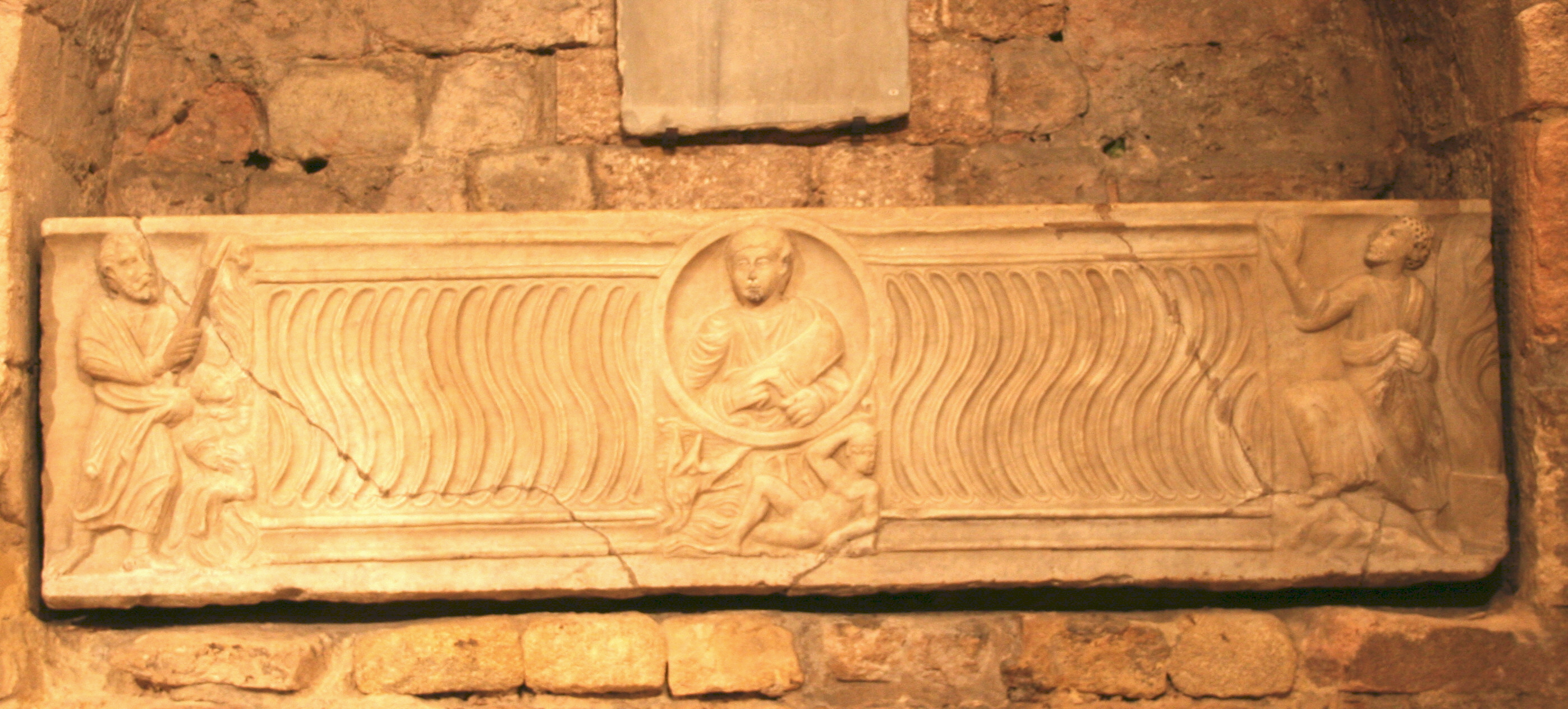
Sarcófago de santa Eusebia.
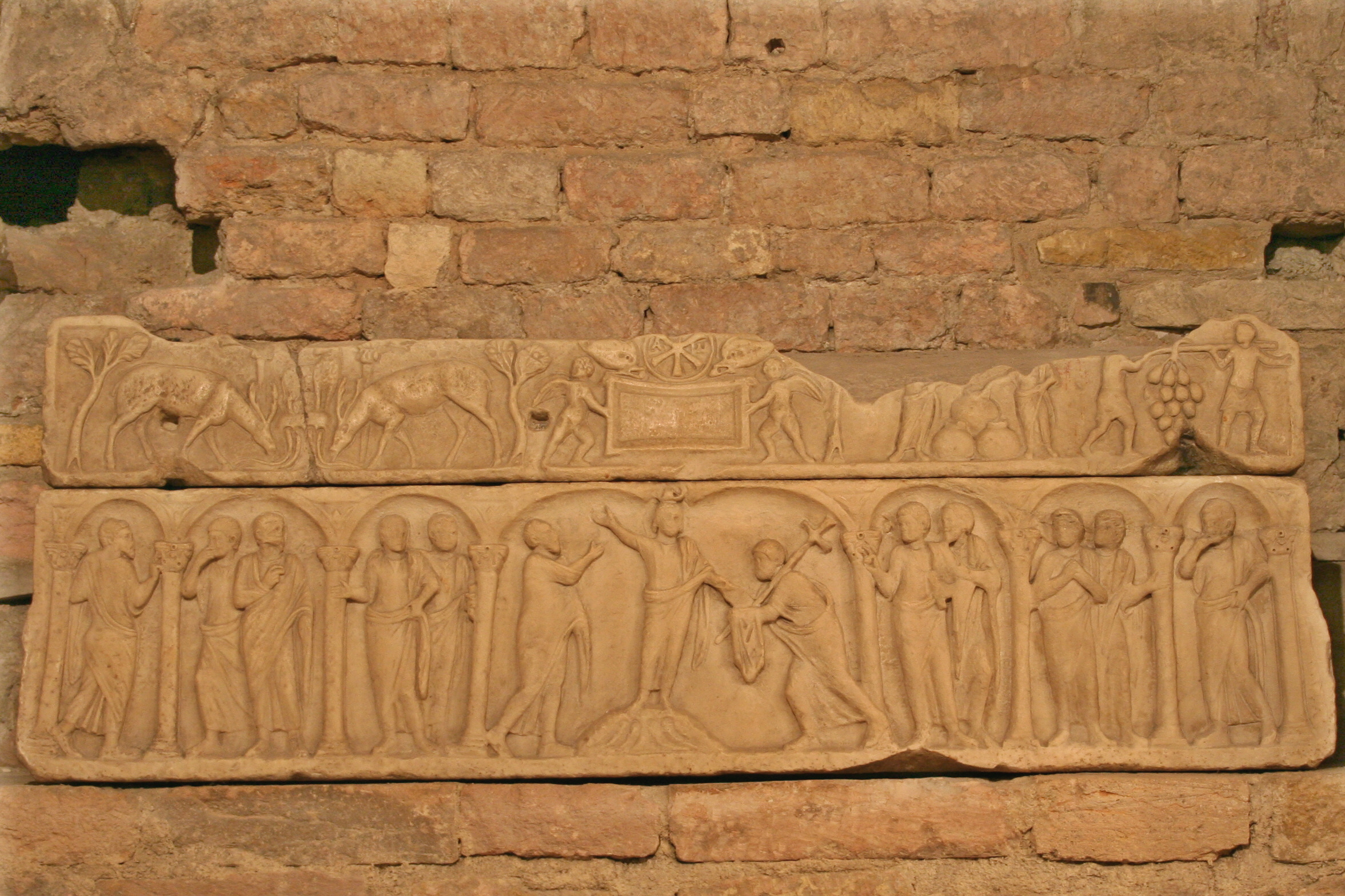
Sarcófago de las compañeras de santa Úrsula
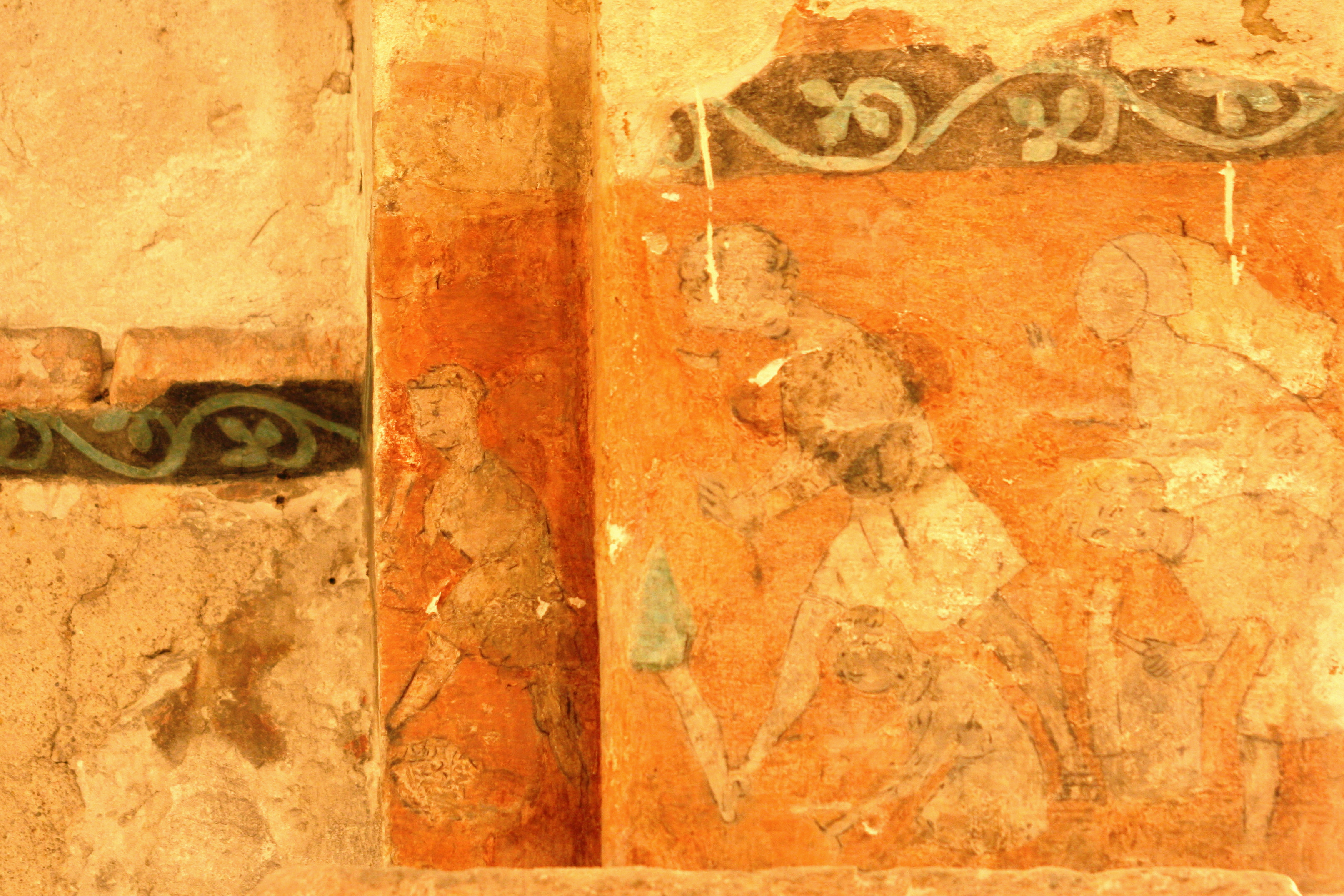
Los monjes constructores

#### Capilla de san Andrés

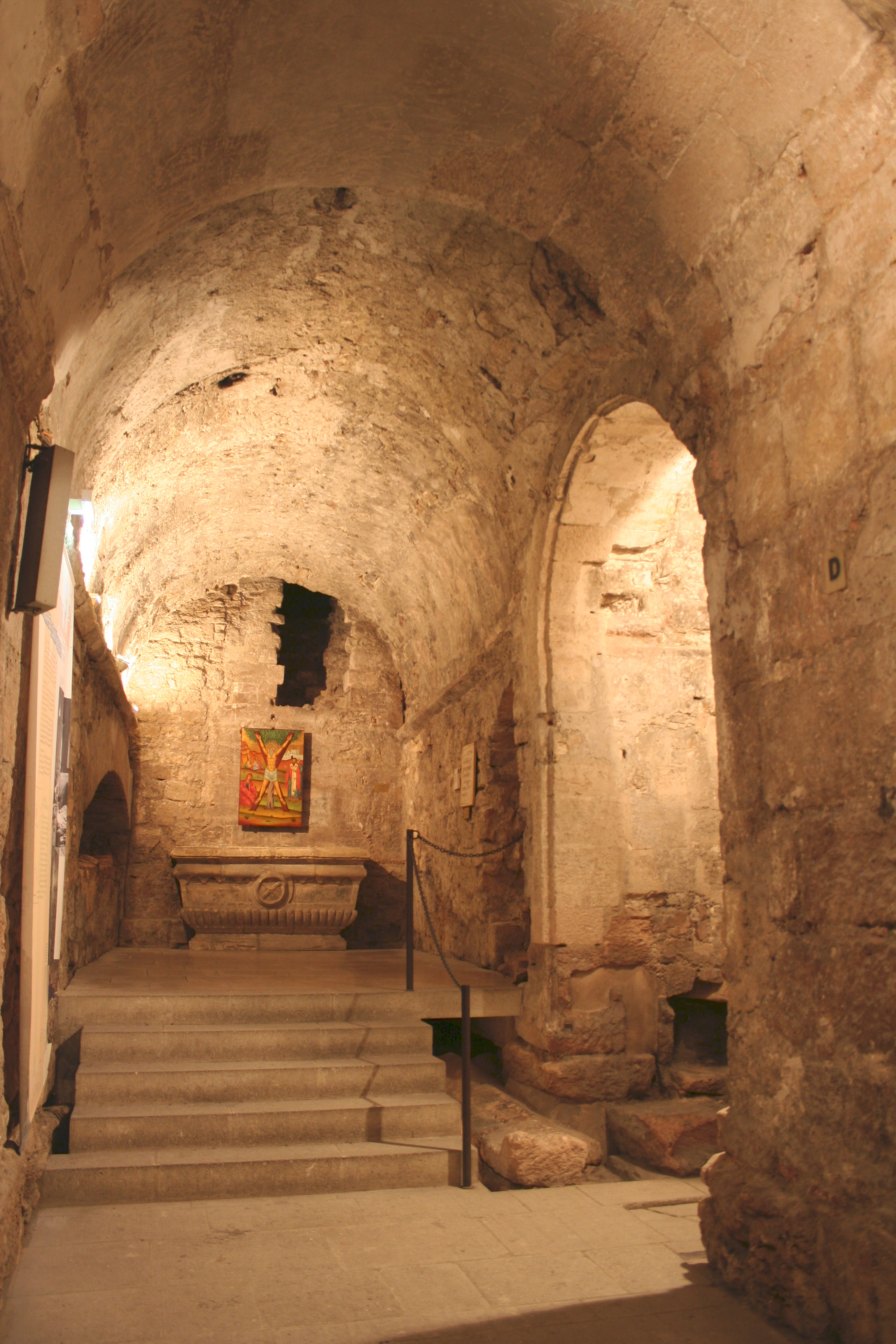
Capilla de san Andrés.

A partir de la capilla de Isarn, al dirigirse hacia el norte, se accede a la capilla de San Andrés, que está englobada en los cimientos de la torre de Isarn. En esta capilla, se encontraba una cruz en X que procedía de un hurto hecho en Patras en Grecia por algún señor de la cuarta cruzada y contenía las reliquias de san Andrés. Se volvió a mandar, el 19 de enero de 1980, por una delegación de la diócesis de Marsella y de la parroquia de San Víctor bajo el mandato del cardenal Roger Etchegaray, arzobispo de Marsella, al archimandrita de la iglesia griega que en agradecimiento les hizo un regalo de un icono con la efigie del santo. Una apertura al este de la capilla, permite percibir excavaciones y algunos sarcófagos existentes.

#### Antigua sacristía
Al oeste de la capilla de san Andrés se encuentra una sala descubierta en 1857, llamada antigua sacristía. En esta sala, se exponen distintos vestigios, en particular: el epitafio de Fortunatus y Volusianus, el sarcófago del Cristo entronizado, el sarcófago de las ovejas y ciervos, un fragmento del sarcófago de Anastasis, una cubierta del sarcófago con acrósticos y un epitafio antiguo pagano.
Al entrar en esta sala, se ve a la derecha la base occidental de la torre de Isarn, realizada con piedras de talla bien entalladas, provenientes del cabo Couronne. La potencia de esta albañilería contrasta con la rusticidad de las construcciones previas y autoriza a asignar la edificación de la torre de Isarn, a un período que goza de todos los medios técnicos y financieros, hacia el principio del siglo XII.

##### Epitafio de Fortunatus y Volusianus
El epitafio muestra una inscripción con la relación del martirio que sufrieron Fortunatus y Volusianus, durante el mandato del emperador romano Traiano Decio, a mediados del siglo III. Dirigirse al apartado «Necrópolis griega y romana» de la «historia de la abadía».

##### Sarcófago de Cristo entronizado

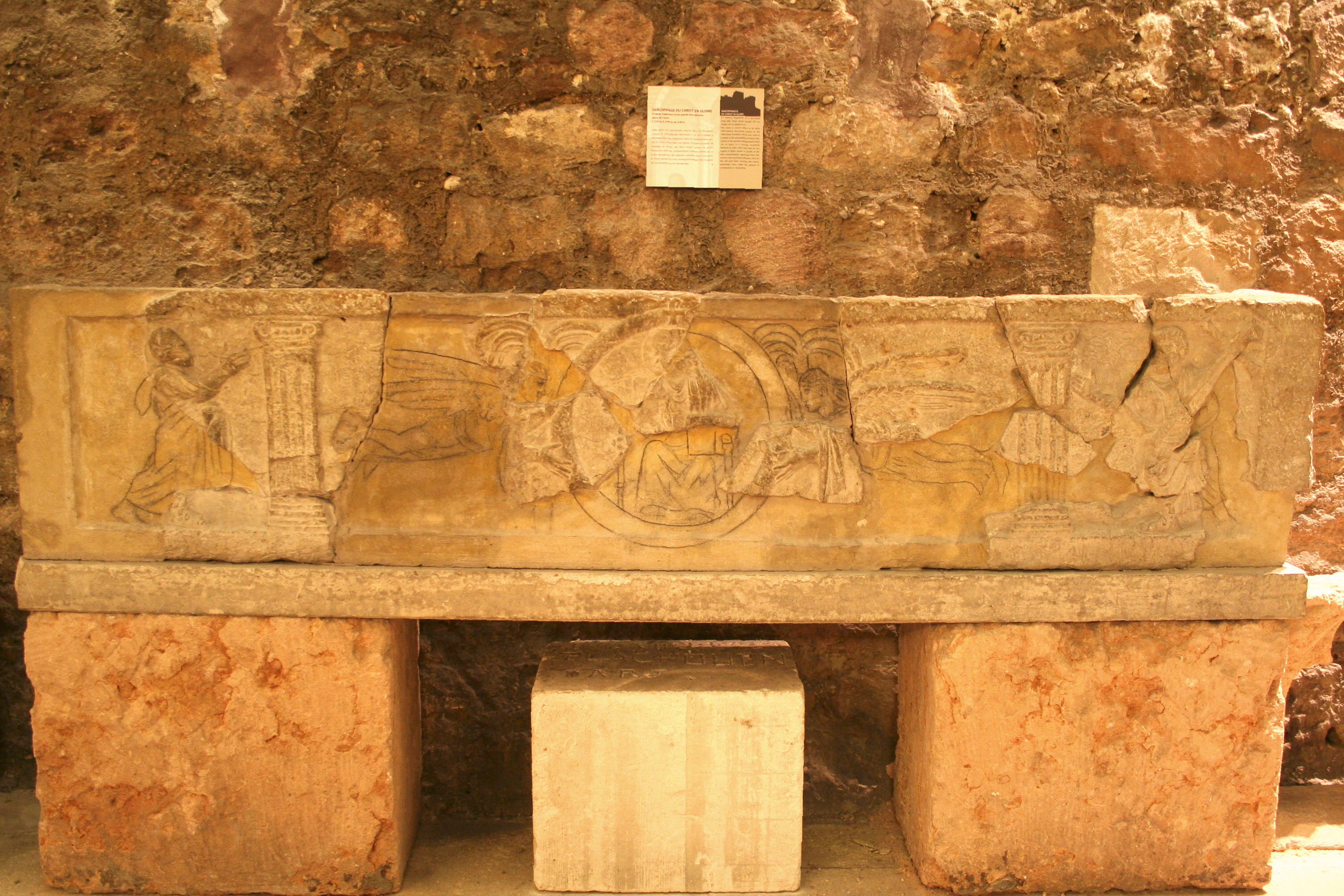
Sarcófago de Cristo entronizado.

Este sarcófago (2,07 x 0,44 cm) en piedra de Cassis datado de mediados del siglo V. No subsisten más que fragmentos que permitieron una reconstrucción gracias a antiguos dibujos conservados. En el centro, Cristo está representado en un medallón transportado por dos ángeles alados; se encuentra sentado con un libro abierto. En los dos extremos, san Pablo a la izquierda y san Pedro a la derecha que lleva la cruz, se vuelve hacia el Cristo y lo aclama.

##### Sarcófago de las ovejas y los ciervos

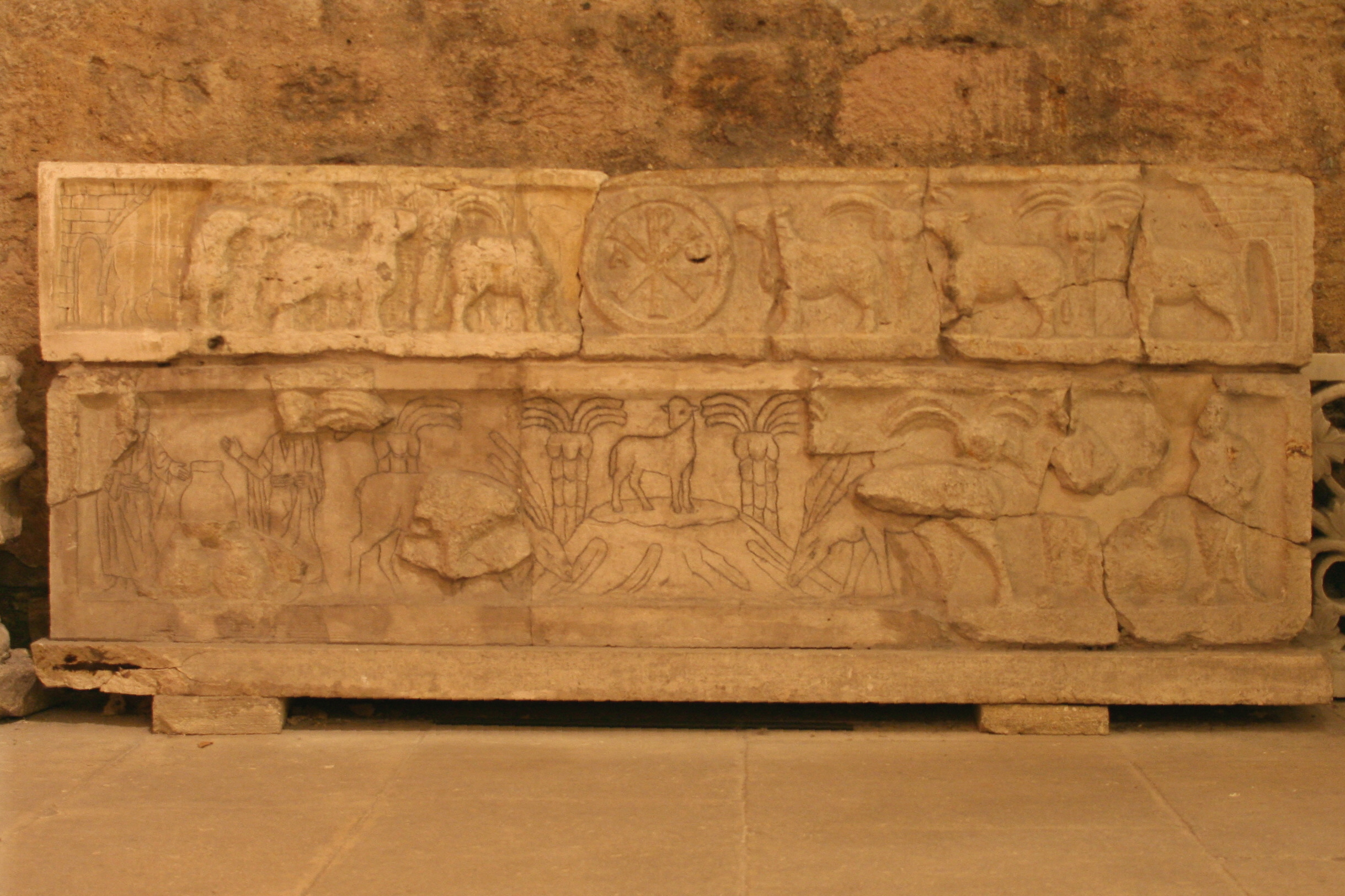
Sarcófago de las ovejas y los ciervos.

Este sarcófago en piedra de Cassis de 2 metros de longitud data del siglo V. Pudieron reconstruirlo gracias a dibujos antiguos de Louis Antoine de Ruffi y de Joseph Marchand. Las escenas representadas sobre el sarcófago son: en el centro, el cordero divino de pie sobre una montaña de la que salen los ríos del paraíso, a la izquierda y a la derecha respectivamente los milagros de Caná y de la multiplicación de los panes. La tapa se adorna con dos grupos de tres ovejas que se dirigen hacia el centro donde hay un crismón con una ρ latinizada y las letras Α (Alfa mayúscula) y ω (omega minúscula).

##### Fragmento del sarcófago de Anastasis
Fragmento de un sarcófago en mármol de Carrara que data del final del siglo IV. Entre las cuatro arcadas conservadas, se encuentra el compartimento central original con la cruz sobre el crismón. Los soldados guardianes encargados de la tumba en una y otra parte del aspa de la cruz representan a los bárbaros. Los dos apóstoles que aclaman el motivo central son, en la derecha, san Pablo y, en la izquierda, san Pedro. Sobre las otras arcadas figuraban los otros apóstoles.

##### Cubierta del sarcófago con acrósticos

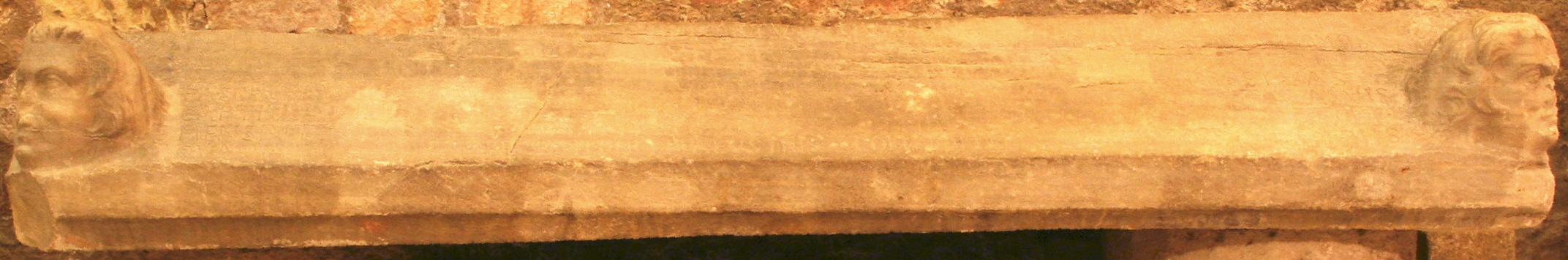
Cubierta del sarcófago con acrósticos.

Esta tapa de sarcófago se adorna sobre su cara anterior de dos acroteras representando una cabeza de hombre con larga cabellera ondulada. Sobre esta cara anterior, una larga inscripción datando la nueva utilización en los siglos V-VI está grabado para glorificar una noble dama Eugénie.

##### Epitafio pagano
Esta estela funeraria de la segunda mitad del siglo II, se descubrió en la reutilización para la albañilería medieval. La fórmula funeraria DM grabada en el interior de un semicírculo significa que está dedicado a los dioses manes, según la mitología romana protectores del hogar.

#### Elmartyrium
El martyrium está elevado sobre dos tumbas gemelas que datan del final del siglo IV, excavadas en la roca. Estas tumbas de dirección norte-sur están cerradas por pesadas losas en piedra de Cassis y contenían el cuerpo de dos hombres. La interpretación tradicional, desde las excavaciones efectuadas en 1963 por Fernand Benoît, consiste en considerar a estos cuerpos como los de mártires de ahí el nombre de martyrium a este espacio.
Sobre estas tumbas, se construyó una pequeña basílica a partir de la época paleocristiana, cuya estructura sigue siendo perceptible a pesar de las reorganizaciones efectuadas en la Edad Media. Esta basílica incluye una nave central de poca anchura (3.17 m), arqueada y en los lados con arcos cargados en pilares de piedra. El colateral derecho, al oeste, se modificó mucho en la Edad Media.
Contra el pilar izquierdo, a la entrada de la nave, se colocó la estatua de la Virgen Negra o Nuestra Señora de la Confesión, mientras que el sarcófago de san Casiano se colocó en el centro.

##### Virgen negra
Esta estatua, de una altura de 98 centímetros, es de madera de nogal (que con los años adquiere un color negro), datada de finales del siglo XIII o principios del siglo XIV. Durante la Revolución, pudo salvarse pero se dispersó su tesoro, constituido por prendas de vestir y joyas, durante el año 1794. La estatua fue vendida a través de subastas y adjudicada a M. Laforêt, oficial municipal; después se expuso en diferentes iglesias para finalmente retornarla solemnemente a san Víctor el 20 de mayo de 1804.
La Virgen María se presenta, coronada y con velo, en un trono en majestad, sosteniendo con la mano izquierda al niño Jesús sobre sus rodillas. Se honra muy especialmente el 2 de febrero, día de la candelaria.

##### Sarcófago de san Casiano

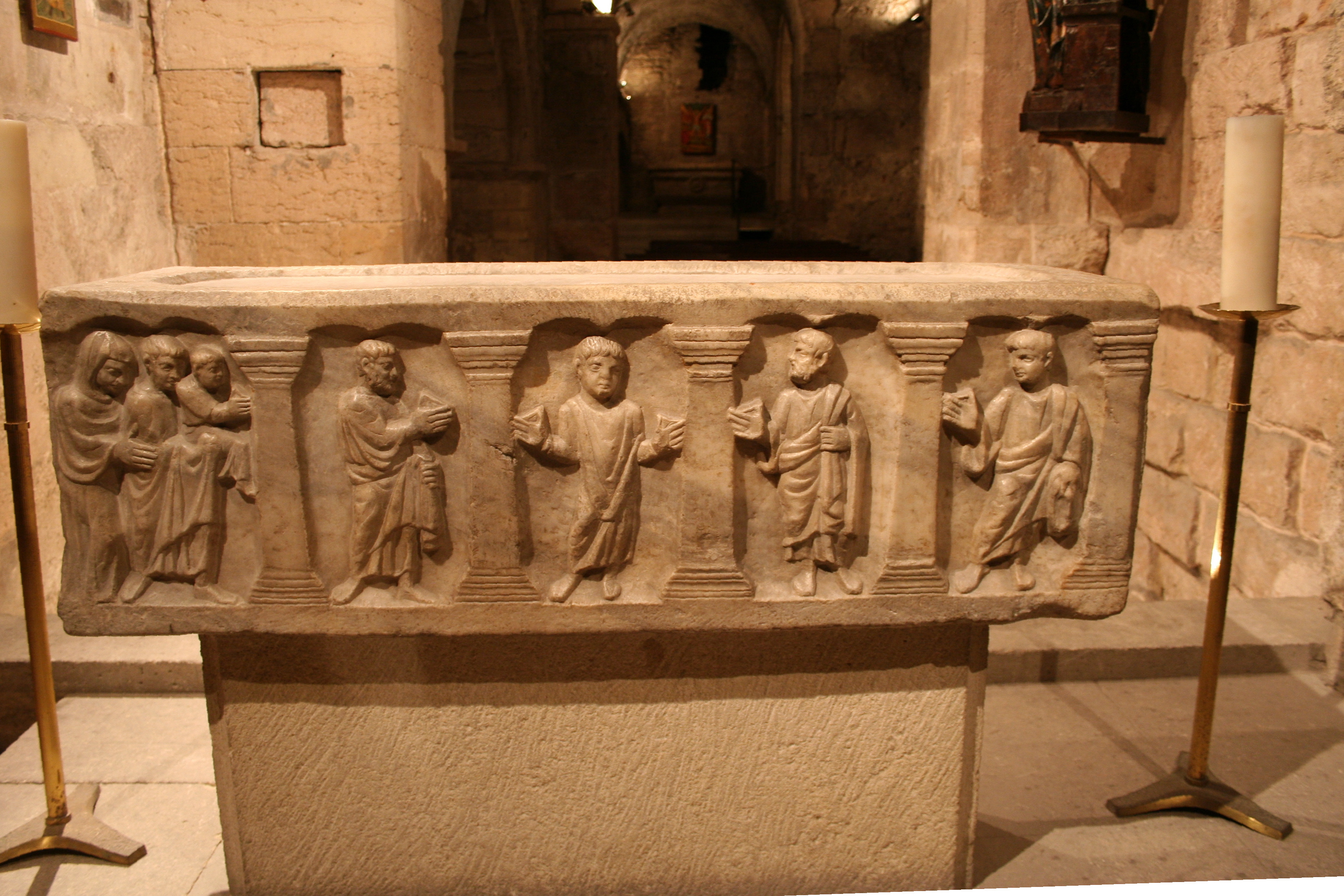
Sarcófago de Juan Casiano.

El sarcófago (1,40 x 0,48 x 0,45) en piedra de Saint-Béat se destinaba a un niño y está datado de la primera mitad del siglo V. Su decoración está dividida en cinco nichos separados por pilastras. En la izquierda, los padres presentan al niño muerto. En el centro, un joven está en actitud de oración con los dos brazos elevados. Los otros tres compartimentos restantes, están ocupados por imágenes de santos.

##### Tumba de las santas Chrisante y Darie
Este sarcófago de 2.14 metros de longitud en mármol de Carrara, está fechado del final del siglo IV. La cara principal del sarcófago se divide en siete partes, en el centro presenta una cruz elaborada sobre una montaña donde nacen los ríos del paraíso en los que se lavan dos ciervos. En los tres compartimentos de la izquierda hay tres escenas de la vida de san Pablo aclamando a Cristo, la detención por un soldado y su martirio. A la derecha, escenas de la vida de san Pedro, también representado aclamando a Cristo, rechazándolo y su posterior detención.

#### Capilla de San Lázaro

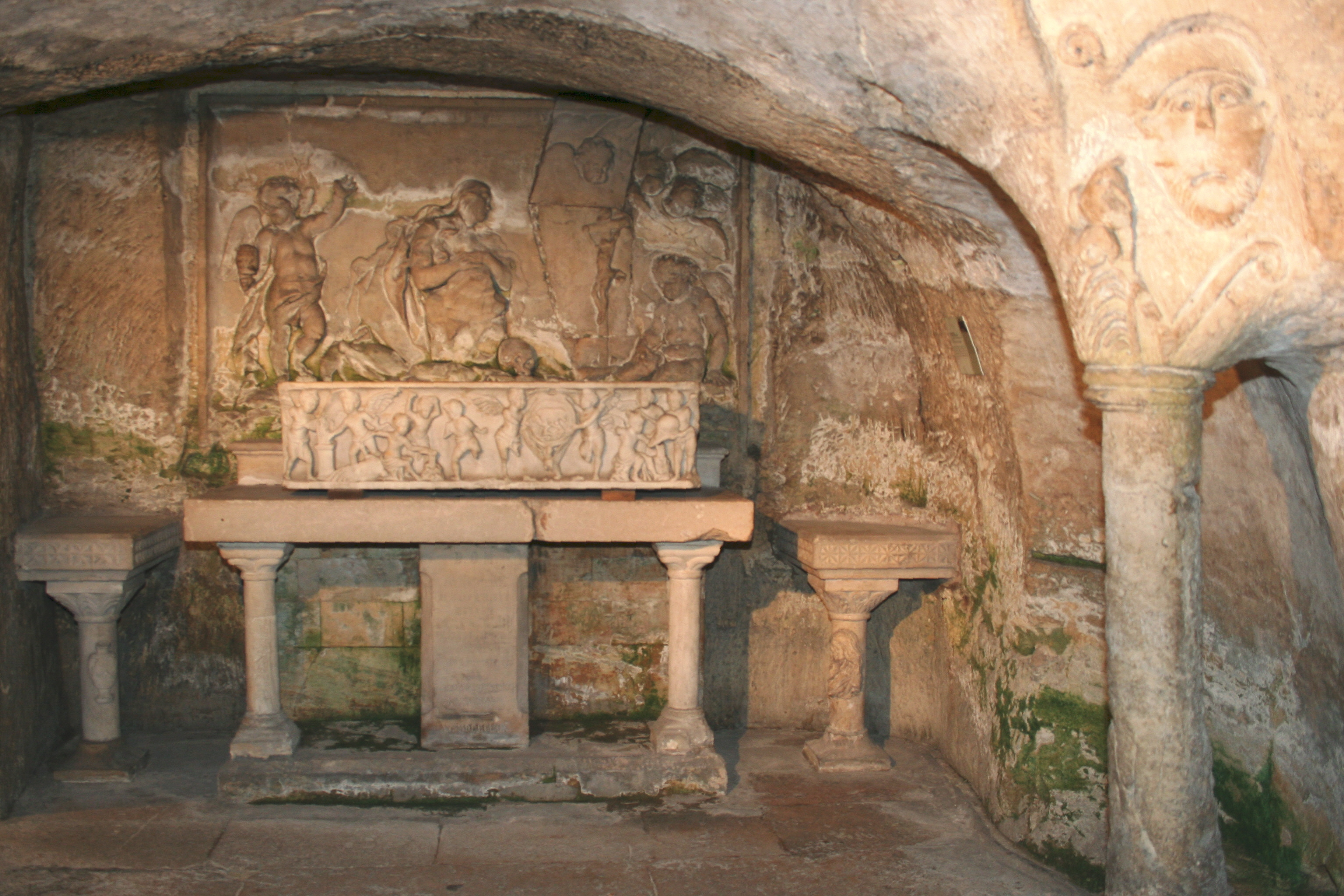
Capilla de San Lázaro.

La entrada a esta capilla se encuentra enmarcada por dos columnas: a la izquierda, una columna no visible actualmente, porque está protegida por una cubierta de madera y a la derecha por una columna redonda en cuyo capitel está tallada la figura de una cabeza.
La figura del capitel correspondería a la cabeza de Lázaro, obispo de Aix-en-Provence, que se trasladó a Marsella, las características indican un claro arcaísmo, se representa con un báculo sostenido por una mano.
El sarcófago (130 x 0,36 x 0,33 cm) llamado de «los Santos Inocentes». Es de mármol blanco, data del siglo II y fue descubierto en 1628. El frontal está dividido en cuatro grupos: a la izquierda dos amorcillos sostienen un escudo redondo, a continuación otros tres amorcillos están en la forja, luego otros dos tienen un disco reposando sobre la cabeza de una esfinge y que contiene a Romulus y Remus amamantados por una loba, y, finalmente, tres amorcillos que forjan un casco.
Sobre el bajo relieve, María Magdalena está representada apoyada en una roca, al pie de la cual se encuentra un cráneo. Se encuentran cinco ángeles así como un Cristo sobre la cruz. Esta obra se asigna a un alumno de Pierre Puget.

#### Atrio y capilla de san Blas

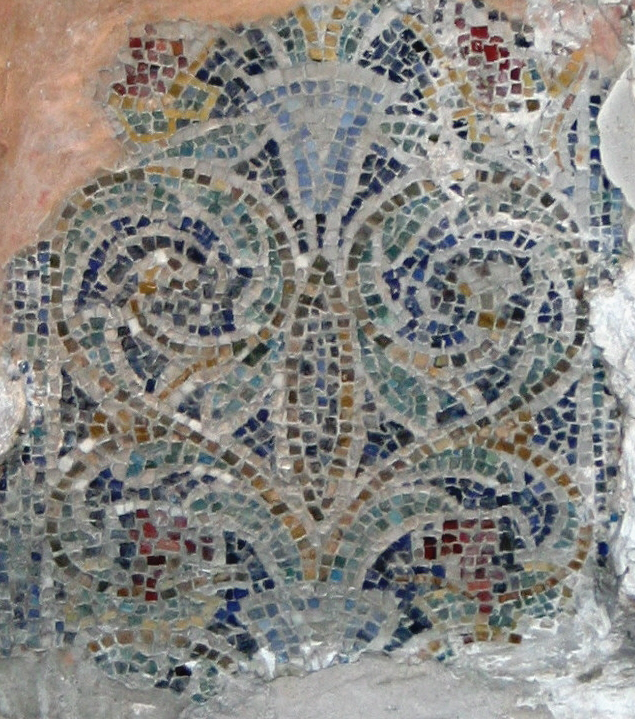
Mosaico floral.

El atrio, constaba de nueve columnas, procedentes de edificios paganos, tres eran de mármol y las otras de granito. El prefecto Charles-François Delacroix, con el pretexto de proceder a trabajos de consolidación, hizo retirar hacia 1803 estos pilares antiguos para sustituirlos por columnas de un estilo mal definido. Las tres caras, sur, este y occidental del atrio estaban decoradas con columnas monolíticas de granito, excepto la columna del oeste, de mármol; dos fueron reemplazadas por columnas de piedra. Las cuatro columnas de la cara septentrional del atrio también fueron sustituidas por tambores cilíndricos demasiado gruesos. Las columnas originales se utilizaron para adornar jardines y plazas. Una de estas columnas sirve de pedestal, en la calle de Aubagne, para el busto de Homero.
Un mosaico floral es el único vestigio de la decoración del atrio y data del siglo VI. El motivo incluye elementos en forma de cáliz, que alternan con otros que sugieren almendras alargadas y con otras partes de volutas.

## Vida asociativa y tradiciones
Con el fin de celebrar el sexto centenario de la consagración del nuevo altar mayor en la obra efectuada por el papa Urbano V el 15 de octubre de 1365, y con motivo de la finalización de los trabajos de renovación de la abadía de San Víctor, el año 1965 se declaró el año Saint-Victor y se organizó un congreso los días 29 y 30 de enero de 1966. La recopilación de los actos de este congreso fue objeto de un estudio y una publicación especial Provence Historique. En 1963, con el fin de preparar este coloquio, la ciudad de Marsella y el Ministerio de Asuntos culturales emprendieron excavaciones bajo la dirección de Fernand Benoît, miembro del Instituto, y se realizó una restauración completa de la abadía que entró en el Inventario de Monumento histórico (Francia) en 1997. Estas excavaciones consiguieron distintos descubrimientos como el de la tumba rupestre del martyrium. Después de este coloquio se creó la Asociación de los amigos de San Víctor. El objeto de esta asociación es promover el conocimiento de San Víctor y organizar dos o tres veces al año actividades artísticas, culturales o arqueológicas.
El renombre del festival de música de Saint-Victor ha superado los límites de la ciudad de Marsella con huéspedes prestigiosos: Yehudi Menuhin, Alexandre Lagoya, Maurice André, Jean-Pierre Rampal, Marie-Claire Alain, Bernard Soustrot etc.

### La Candelaria

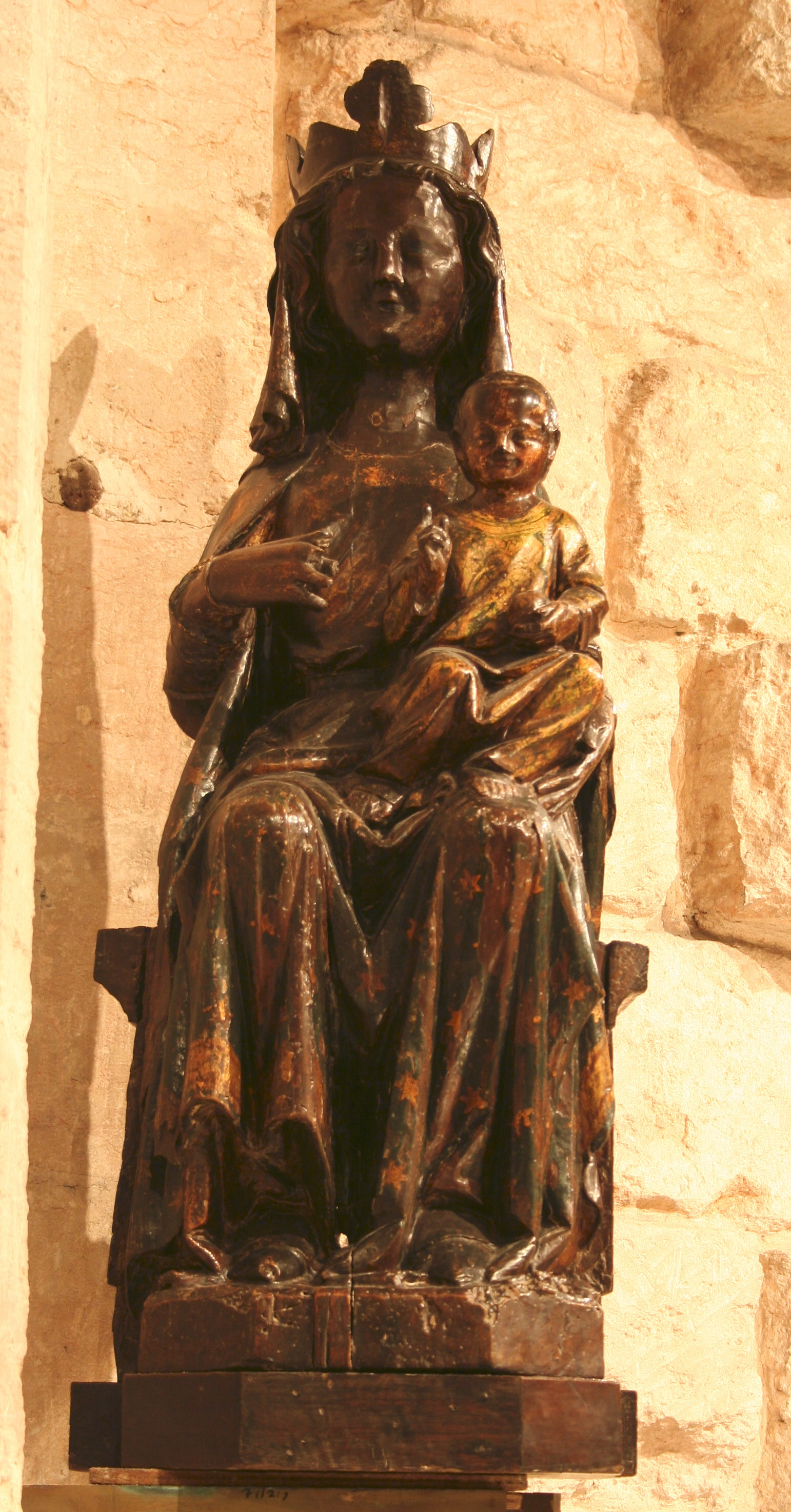
Virgen de nogal negro del.

Según el Antiguo Testamento, una mujer que da a luz a un niño debe esperar 40 días para asistir de nuevo al templo, el plazo es de 80 días para el nacimiento de una hija. La Virgen María presentó a su hijo en el templo el 2 de febrero y llevó unas ofrendas. Este día es llamado el de la Candelaria. La estatua de la «Virgen Negra» está expuesta en la parte superior de la iglesia y se organiza una procesión. Esta fiesta, típicamente marsellesa, es muy popular y reúne entre 60 000 y 80 000 personas. Se fabrican para esta ocasión unas galletas en forma de barco que recuerda el que, según la leyenda, trajo a las Saintes-Maries-de-la-Mer: a María Salomé, María Magdalena junto con Sara.

### Cirios de cera verde
Se queman cirios de cera verde en ofrenda en la iglesia, en particular, durante la candelaria. El origen de este uso es muy antiguo, François Marchetti indica esta práctica en su libro Explicaciones de los usos y hábitos marselleses, publicado en 1683. Según este autor, esta práctica recuerda que María tuvo el privilegio de poder parir siendo virgen, el usar la cera verde estaba reservado a los condes de Provenza para poder sellar los pergaminos donde confirmaban un privilegio. Otra explicación, más simple, es ver en el color verde, un símbolo de crecimiento de los jóvenes durante el nuevo año: el color de la esperanza.

## San Víctor y los escritores
Respecto a los orígenes de la abadía, Jean-Baptiste Grosson, en 1773 en su «Recueil des antiquités et des monuments marseillais qui peuvent intéresser l’histoire et les arts» (Selección de las antigüedades y monumentos marselleses que pueden interesar a la historia de las artes) escribió:

El origen de esta iglesia se debe a la piedad de los primeros fieles. En principio no era más que una gruta o caverna muy alejada de la ciudad, que se hallaba en los viejos Campos Elíseos, u ossuarium de los marselleses, se utilizaba como un lugar de retiro para los primeros cristianos, así como para celebrar los Santos Oficios, y servía, asimismo, como sepultura para los mártires. Al lado de esta gruta (que actualmente se encuentra dentro de la iglesia inferior) hay una capilla dedicada a Notre-Dame de Confession, el altar mayor fue construido durante el mandato del emperador Antonino Pío (140). El cuerpo de Víctor, oficial de las tropas marsellesas, que murió martirizado el 21 de julio del año 303, bajo el mandato de Diocleciano, fue recogido por los feligreses que lo enterraron en dicha gruta.

Blaise Cendrars en su libro Le Vieux Port, escribió:

... San Víctor, que hubiese podido ser la basílica más venerable de Francia, si Viollet-le-Duc no hubiera estado allí para ocultar bajo el disfraz de la restauración, este alto lugar del Espíritu en un viejo edificio de aspecto gótico.